# Pion (échecs)
Le pion (caractères unicode : ♙ et ♟) est une pièce du jeu d'échecs se déplaçant d'une case vers l'avant, éventuellement de deux si elle n'a jamais été bougée, et capturant d'une case en diagonale vers l'avant.
C'est la pièce la moins mobile du jeu et pour cette raison la moins forte. Sa nature statique et le nombre important de pions sur le plateau imposent plus ou moins la nature de la position en restreignant le mouvement des pièces (position fermée, ouverte, plate, dynamique...). Cela est résumé par la célèbre citation de François-André Danican Philidor : « Les pions sont l'âme du jeu d'échecs ».
Malgré sa force d'apparence réduite, l'importance des pions est déterminante et une différence d'un seul pion suffit souvent à faire pencher la balance en faveur de l'un des deux camps ; en effet (et surtout), en finale, un (des) pion(s) peu(ven)t être promu(s) en une autre pièce. Par ailleurs, en milieu de jeu, les structures de pions déterminent les stratégies des joueurs, et leur apprentissage est une étape nécessaire pour s'améliorer aux échecs. Enfin (par ordre d'importance décroissante), certaines ouvertures sont directement déterminées par le sacrifice d'un pion que consent l'un ou l'autre camp dans la phase initiale de la partie (gambit).

## Règles du pion dans le jeu d'échecs

### Position initiale sur l'échiquier
|   | a | b | c | d | e | f | g | h |   |
| 8 | Pion noir sur case noire a7 · Pion noir sur case blanche b7 · Pion noir sur case noire c7 · Pion noir sur case blanche d7 · Pion noir sur case noire e7 · Pion noir sur case blanche f7 · Pion noir sur case noire g7 · Pion noir sur case blanche h7 · Pion blanc sur case blanche a2 · Pion blanc sur case noire b2 · Pion blanc sur case blanche c2 · Pion blanc sur case noire d2 · Pion blanc sur case blanche e2 · Pion blanc sur case noire f2 · Pion blanc sur case blanche g2 · Pion blanc sur case noire h2 | Pion noir sur case noire a7 · Pion noir sur case blanche b7 · Pion noir sur case noire c7 · Pion noir sur case blanche d7 · Pion noir sur case noire e7 · Pion noir sur case blanche f7 · Pion noir sur case noire g7 · Pion noir sur case blanche h7 · Pion blanc sur case blanche a2 · Pion blanc sur case noire b2 · Pion blanc sur case blanche c2 · Pion blanc sur case noire d2 · Pion blanc sur case blanche e2 · Pion blanc sur case noire f2 · Pion blanc sur case blanche g2 · Pion blanc sur case noire h2 | Pion noir sur case noire a7 · Pion noir sur case blanche b7 · Pion noir sur case noire c7 · Pion noir sur case blanche d7 · Pion noir sur case noire e7 · Pion noir sur case blanche f7 · Pion noir sur case noire g7 · Pion noir sur case blanche h7 · Pion blanc sur case blanche a2 · Pion blanc sur case noire b2 · Pion blanc sur case blanche c2 · Pion blanc sur case noire d2 · Pion blanc sur case blanche e2 · Pion blanc sur case noire f2 · Pion blanc sur case blanche g2 · Pion blanc sur case noire h2 | Pion noir sur case noire a7 · Pion noir sur case blanche b7 · Pion noir sur case noire c7 · Pion noir sur case blanche d7 · Pion noir sur case noire e7 · Pion noir sur case blanche f7 · Pion noir sur case noire g7 · Pion noir sur case blanche h7 · Pion blanc sur case blanche a2 · Pion blanc sur case noire b2 · Pion blanc sur case blanche c2 · Pion blanc sur case noire d2 · Pion blanc sur case blanche e2 · Pion blanc sur case noire f2 · Pion blanc sur case blanche g2 · Pion blanc sur case noire h2 | Pion noir sur case noire a7 · Pion noir sur case blanche b7 · Pion noir sur case noire c7 · Pion noir sur case blanche d7 · Pion noir sur case noire e7 · Pion noir sur case blanche f7 · Pion noir sur case noire g7 · Pion noir sur case blanche h7 · Pion blanc sur case blanche a2 · Pion blanc sur case noire b2 · Pion blanc sur case blanche c2 · Pion blanc sur case noire d2 · Pion blanc sur case blanche e2 · Pion blanc sur case noire f2 · Pion blanc sur case blanche g2 · Pion blanc sur case noire h2 | Pion noir sur case noire a7 · Pion noir sur case blanche b7 · Pion noir sur case noire c7 · Pion noir sur case blanche d7 · Pion noir sur case noire e7 · Pion noir sur case blanche f7 · Pion noir sur case noire g7 · Pion noir sur case blanche h7 · Pion blanc sur case blanche a2 · Pion blanc sur case noire b2 · Pion blanc sur case blanche c2 · Pion blanc sur case noire d2 · Pion blanc sur case blanche e2 · Pion blanc sur case noire f2 · Pion blanc sur case blanche g2 · Pion blanc sur case noire h2 | Pion noir sur case noire a7 · Pion noir sur case blanche b7 · Pion noir sur case noire c7 · Pion noir sur case blanche d7 · Pion noir sur case noire e7 · Pion noir sur case blanche f7 · Pion noir sur case noire g7 · Pion noir sur case blanche h7 · Pion blanc sur case blanche a2 · Pion blanc sur case noire b2 · Pion blanc sur case blanche c2 · Pion blanc sur case noire d2 · Pion blanc sur case blanche e2 · Pion blanc sur case noire f2 · Pion blanc sur case blanche g2 · Pion blanc sur case noire h2 | Pion noir sur case noire a7 · Pion noir sur case blanche b7 · Pion noir sur case noire c7 · Pion noir sur case blanche d7 · Pion noir sur case noire e7 · Pion noir sur case blanche f7 · Pion noir sur case noire g7 · Pion noir sur case blanche h7 · Pion blanc sur case blanche a2 · Pion blanc sur case noire b2 · Pion blanc sur case blanche c2 · Pion blanc sur case noire d2 · Pion blanc sur case blanche e2 · Pion blanc sur case noire f2 · Pion blanc sur case blanche g2 · Pion blanc sur case noire h2 | 8 |
| 7 | Pion noir sur case noire a7 · Pion noir sur case blanche b7 · Pion noir sur case noire c7 · Pion noir sur case blanche d7 · Pion noir sur case noire e7 · Pion noir sur case blanche f7 · Pion noir sur case noire g7 · Pion noir sur case blanche h7 · Pion blanc sur case blanche a2 · Pion blanc sur case noire b2 · Pion blanc sur case blanche c2 · Pion blanc sur case noire d2 · Pion blanc sur case blanche e2 · Pion blanc sur case noire f2 · Pion blanc sur case blanche g2 · Pion blanc sur case noire h2 | Pion noir sur case noire a7 · Pion noir sur case blanche b7 · Pion noir sur case noire c7 · Pion noir sur case blanche d7 · Pion noir sur case noire e7 · Pion noir sur case blanche f7 · Pion noir sur case noire g7 · Pion noir sur case blanche h7 · Pion blanc sur case blanche a2 · Pion blanc sur case noire b2 · Pion blanc sur case blanche c2 · Pion blanc sur case noire d2 · Pion blanc sur case blanche e2 · Pion blanc sur case noire f2 · Pion blanc sur case blanche g2 · Pion blanc sur case noire h2 | Pion noir sur case noire a7 · Pion noir sur case blanche b7 · Pion noir sur case noire c7 · Pion noir sur case blanche d7 · Pion noir sur case noire e7 · Pion noir sur case blanche f7 · Pion noir sur case noire g7 · Pion noir sur case blanche h7 · Pion blanc sur case blanche a2 · Pion blanc sur case noire b2 · Pion blanc sur case blanche c2 · Pion blanc sur case noire d2 · Pion blanc sur case blanche e2 · Pion blanc sur case noire f2 · Pion blanc sur case blanche g2 · Pion blanc sur case noire h2 | Pion noir sur case noire a7 · Pion noir sur case blanche b7 · Pion noir sur case noire c7 · Pion noir sur case blanche d7 · Pion noir sur case noire e7 · Pion noir sur case blanche f7 · Pion noir sur case noire g7 · Pion noir sur case blanche h7 · Pion blanc sur case blanche a2 · Pion blanc sur case noire b2 · Pion blanc sur case blanche c2 · Pion blanc sur case noire d2 · Pion blanc sur case blanche e2 · Pion blanc sur case noire f2 · Pion blanc sur case blanche g2 · Pion blanc sur case noire h2 | Pion noir sur case noire a7 · Pion noir sur case blanche b7 · Pion noir sur case noire c7 · Pion noir sur case blanche d7 · Pion noir sur case noire e7 · Pion noir sur case blanche f7 · Pion noir sur case noire g7 · Pion noir sur case blanche h7 · Pion blanc sur case blanche a2 · Pion blanc sur case noire b2 · Pion blanc sur case blanche c2 · Pion blanc sur case noire d2 · Pion blanc sur case blanche e2 · Pion blanc sur case noire f2 · Pion blanc sur case blanche g2 · Pion blanc sur case noire h2 | Pion noir sur case noire a7 · Pion noir sur case blanche b7 · Pion noir sur case noire c7 · Pion noir sur case blanche d7 · Pion noir sur case noire e7 · Pion noir sur case blanche f7 · Pion noir sur case noire g7 · Pion noir sur case blanche h7 · Pion blanc sur case blanche a2 · Pion blanc sur case noire b2 · Pion blanc sur case blanche c2 · Pion blanc sur case noire d2 · Pion blanc sur case blanche e2 · Pion blanc sur case noire f2 · Pion blanc sur case blanche g2 · Pion blanc sur case noire h2 | Pion noir sur case noire a7 · Pion noir sur case blanche b7 · Pion noir sur case noire c7 · Pion noir sur case blanche d7 · Pion noir sur case noire e7 · Pion noir sur case blanche f7 · Pion noir sur case noire g7 · Pion noir sur case blanche h7 · Pion blanc sur case blanche a2 · Pion blanc sur case noire b2 · Pion blanc sur case blanche c2 · Pion blanc sur case noire d2 · Pion blanc sur case blanche e2 · Pion blanc sur case noire f2 · Pion blanc sur case blanche g2 · Pion blanc sur case noire h2 | Pion noir sur case noire a7 · Pion noir sur case blanche b7 · Pion noir sur case noire c7 · Pion noir sur case blanche d7 · Pion noir sur case noire e7 · Pion noir sur case blanche f7 · Pion noir sur case noire g7 · Pion noir sur case blanche h7 · Pion blanc sur case blanche a2 · Pion blanc sur case noire b2 · Pion blanc sur case blanche c2 · Pion blanc sur case noire d2 · Pion blanc sur case blanche e2 · Pion blanc sur case noire f2 · Pion blanc sur case blanche g2 · Pion blanc sur case noire h2 | 7 |
| 6 | Pion noir sur case noire a7 · Pion noir sur case blanche b7 · Pion noir sur case noire c7 · Pion noir sur case blanche d7 · Pion noir sur case noire e7 · Pion noir sur case blanche f7 · Pion noir sur case noire g7 · Pion noir sur case blanche h7 · Pion blanc sur case blanche a2 · Pion blanc sur case noire b2 · Pion blanc sur case blanche c2 · Pion blanc sur case noire d2 · Pion blanc sur case blanche e2 · Pion blanc sur case noire f2 · Pion blanc sur case blanche g2 · Pion blanc sur case noire h2 | Pion noir sur case noire a7 · Pion noir sur case blanche b7 · Pion noir sur case noire c7 · Pion noir sur case blanche d7 · Pion noir sur case noire e7 · Pion noir sur case blanche f7 · Pion noir sur case noire g7 · Pion noir sur case blanche h7 · Pion blanc sur case blanche a2 · Pion blanc sur case noire b2 · Pion blanc sur case blanche c2 · Pion blanc sur case noire d2 · Pion blanc sur case blanche e2 · Pion blanc sur case noire f2 · Pion blanc sur case blanche g2 · Pion blanc sur case noire h2 | Pion noir sur case noire a7 · Pion noir sur case blanche b7 · Pion noir sur case noire c7 · Pion noir sur case blanche d7 · Pion noir sur case noire e7 · Pion noir sur case blanche f7 · Pion noir sur case noire g7 · Pion noir sur case blanche h7 · Pion blanc sur case blanche a2 · Pion blanc sur case noire b2 · Pion blanc sur case blanche c2 · Pion blanc sur case noire d2 · Pion blanc sur case blanche e2 · Pion blanc sur case noire f2 · Pion blanc sur case blanche g2 · Pion blanc sur case noire h2 | Pion noir sur case noire a7 · Pion noir sur case blanche b7 · Pion noir sur case noire c7 · Pion noir sur case blanche d7 · Pion noir sur case noire e7 · Pion noir sur case blanche f7 · Pion noir sur case noire g7 · Pion noir sur case blanche h7 · Pion blanc sur case blanche a2 · Pion blanc sur case noire b2 · Pion blanc sur case blanche c2 · Pion blanc sur case noire d2 · Pion blanc sur case blanche e2 · Pion blanc sur case noire f2 · Pion blanc sur case blanche g2 · Pion blanc sur case noire h2 | Pion noir sur case noire a7 · Pion noir sur case blanche b7 · Pion noir sur case noire c7 · Pion noir sur case blanche d7 · Pion noir sur case noire e7 · Pion noir sur case blanche f7 · Pion noir sur case noire g7 · Pion noir sur case blanche h7 · Pion blanc sur case blanche a2 · Pion blanc sur case noire b2 · Pion blanc sur case blanche c2 · Pion blanc sur case noire d2 · Pion blanc sur case blanche e2 · Pion blanc sur case noire f2 · Pion blanc sur case blanche g2 · Pion blanc sur case noire h2 | Pion noir sur case noire a7 · Pion noir sur case blanche b7 · Pion noir sur case noire c7 · Pion noir sur case blanche d7 · Pion noir sur case noire e7 · Pion noir sur case blanche f7 · Pion noir sur case noire g7 · Pion noir sur case blanche h7 · Pion blanc sur case blanche a2 · Pion blanc sur case noire b2 · Pion blanc sur case blanche c2 · Pion blanc sur case noire d2 · Pion blanc sur case blanche e2 · Pion blanc sur case noire f2 · Pion blanc sur case blanche g2 · Pion blanc sur case noire h2 | Pion noir sur case noire a7 · Pion noir sur case blanche b7 · Pion noir sur case noire c7 · Pion noir sur case blanche d7 · Pion noir sur case noire e7 · Pion noir sur case blanche f7 · Pion noir sur case noire g7 · Pion noir sur case blanche h7 · Pion blanc sur case blanche a2 · Pion blanc sur case noire b2 · Pion blanc sur case blanche c2 · Pion blanc sur case noire d2 · Pion blanc sur case blanche e2 · Pion blanc sur case noire f2 · Pion blanc sur case blanche g2 · Pion blanc sur case noire h2 | Pion noir sur case noire a7 · Pion noir sur case blanche b7 · Pion noir sur case noire c7 · Pion noir sur case blanche d7 · Pion noir sur case noire e7 · Pion noir sur case blanche f7 · Pion noir sur case noire g7 · Pion noir sur case blanche h7 · Pion blanc sur case blanche a2 · Pion blanc sur case noire b2 · Pion blanc sur case blanche c2 · Pion blanc sur case noire d2 · Pion blanc sur case blanche e2 · Pion blanc sur case noire f2 · Pion blanc sur case blanche g2 · Pion blanc sur case noire h2 | 6 |
| 5 | Pion noir sur case noire a7 · Pion noir sur case blanche b7 · Pion noir sur case noire c7 · Pion noir sur case blanche d7 · Pion noir sur case noire e7 · Pion noir sur case blanche f7 · Pion noir sur case noire g7 · Pion noir sur case blanche h7 · Pion blanc sur case blanche a2 · Pion blanc sur case noire b2 · Pion blanc sur case blanche c2 · Pion blanc sur case noire d2 · Pion blanc sur case blanche e2 · Pion blanc sur case noire f2 · Pion blanc sur case blanche g2 · Pion blanc sur case noire h2 | Pion noir sur case noire a7 · Pion noir sur case blanche b7 · Pion noir sur case noire c7 · Pion noir sur case blanche d7 · Pion noir sur case noire e7 · Pion noir sur case blanche f7 · Pion noir sur case noire g7 · Pion noir sur case blanche h7 · Pion blanc sur case blanche a2 · Pion blanc sur case noire b2 · Pion blanc sur case blanche c2 · Pion blanc sur case noire d2 · Pion blanc sur case blanche e2 · Pion blanc sur case noire f2 · Pion blanc sur case blanche g2 · Pion blanc sur case noire h2 | Pion noir sur case noire a7 · Pion noir sur case blanche b7 · Pion noir sur case noire c7 · Pion noir sur case blanche d7 · Pion noir sur case noire e7 · Pion noir sur case blanche f7 · Pion noir sur case noire g7 · Pion noir sur case blanche h7 · Pion blanc sur case blanche a2 · Pion blanc sur case noire b2 · Pion blanc sur case blanche c2 · Pion blanc sur case noire d2 · Pion blanc sur case blanche e2 · Pion blanc sur case noire f2 · Pion blanc sur case blanche g2 · Pion blanc sur case noire h2 | Pion noir sur case noire a7 · Pion noir sur case blanche b7 · Pion noir sur case noire c7 · Pion noir sur case blanche d7 · Pion noir sur case noire e7 · Pion noir sur case blanche f7 · Pion noir sur case noire g7 · Pion noir sur case blanche h7 · Pion blanc sur case blanche a2 · Pion blanc sur case noire b2 · Pion blanc sur case blanche c2 · Pion blanc sur case noire d2 · Pion blanc sur case blanche e2 · Pion blanc sur case noire f2 · Pion blanc sur case blanche g2 · Pion blanc sur case noire h2 | Pion noir sur case noire a7 · Pion noir sur case blanche b7 · Pion noir sur case noire c7 · Pion noir sur case blanche d7 · Pion noir sur case noire e7 · Pion noir sur case blanche f7 · Pion noir sur case noire g7 · Pion noir sur case blanche h7 · Pion blanc sur case blanche a2 · Pion blanc sur case noire b2 · Pion blanc sur case blanche c2 · Pion blanc sur case noire d2 · Pion blanc sur case blanche e2 · Pion blanc sur case noire f2 · Pion blanc sur case blanche g2 · Pion blanc sur case noire h2 | Pion noir sur case noire a7 · Pion noir sur case blanche b7 · Pion noir sur case noire c7 · Pion noir sur case blanche d7 · Pion noir sur case noire e7 · Pion noir sur case blanche f7 · Pion noir sur case noire g7 · Pion noir sur case blanche h7 · Pion blanc sur case blanche a2 · Pion blanc sur case noire b2 · Pion blanc sur case blanche c2 · Pion blanc sur case noire d2 · Pion blanc sur case blanche e2 · Pion blanc sur case noire f2 · Pion blanc sur case blanche g2 · Pion blanc sur case noire h2 | Pion noir sur case noire a7 · Pion noir sur case blanche b7 · Pion noir sur case noire c7 · Pion noir sur case blanche d7 · Pion noir sur case noire e7 · Pion noir sur case blanche f7 · Pion noir sur case noire g7 · Pion noir sur case blanche h7 · Pion blanc sur case blanche a2 · Pion blanc sur case noire b2 · Pion blanc sur case blanche c2 · Pion blanc sur case noire d2 · Pion blanc sur case blanche e2 · Pion blanc sur case noire f2 · Pion blanc sur case blanche g2 · Pion blanc sur case noire h2 | Pion noir sur case noire a7 · Pion noir sur case blanche b7 · Pion noir sur case noire c7 · Pion noir sur case blanche d7 · Pion noir sur case noire e7 · Pion noir sur case blanche f7 · Pion noir sur case noire g7 · Pion noir sur case blanche h7 · Pion blanc sur case blanche a2 · Pion blanc sur case noire b2 · Pion blanc sur case blanche c2 · Pion blanc sur case noire d2 · Pion blanc sur case blanche e2 · Pion blanc sur case noire f2 · Pion blanc sur case blanche g2 · Pion blanc sur case noire h2 | 5 |
| 4 | Pion noir sur case noire a7 · Pion noir sur case blanche b7 · Pion noir sur case noire c7 · Pion noir sur case blanche d7 · Pion noir sur case noire e7 · Pion noir sur case blanche f7 · Pion noir sur case noire g7 · Pion noir sur case blanche h7 · Pion blanc sur case blanche a2 · Pion blanc sur case noire b2 · Pion blanc sur case blanche c2 · Pion blanc sur case noire d2 · Pion blanc sur case blanche e2 · Pion blanc sur case noire f2 · Pion blanc sur case blanche g2 · Pion blanc sur case noire h2 | Pion noir sur case noire a7 · Pion noir sur case blanche b7 · Pion noir sur case noire c7 · Pion noir sur case blanche d7 · Pion noir sur case noire e7 · Pion noir sur case blanche f7 · Pion noir sur case noire g7 · Pion noir sur case blanche h7 · Pion blanc sur case blanche a2 · Pion blanc sur case noire b2 · Pion blanc sur case blanche c2 · Pion blanc sur case noire d2 · Pion blanc sur case blanche e2 · Pion blanc sur case noire f2 · Pion blanc sur case blanche g2 · Pion blanc sur case noire h2 | Pion noir sur case noire a7 · Pion noir sur case blanche b7 · Pion noir sur case noire c7 · Pion noir sur case blanche d7 · Pion noir sur case noire e7 · Pion noir sur case blanche f7 · Pion noir sur case noire g7 · Pion noir sur case blanche h7 · Pion blanc sur case blanche a2 · Pion blanc sur case noire b2 · Pion blanc sur case blanche c2 · Pion blanc sur case noire d2 · Pion blanc sur case blanche e2 · Pion blanc sur case noire f2 · Pion blanc sur case blanche g2 · Pion blanc sur case noire h2 | Pion noir sur case noire a7 · Pion noir sur case blanche b7 · Pion noir sur case noire c7 · Pion noir sur case blanche d7 · Pion noir sur case noire e7 · Pion noir sur case blanche f7 · Pion noir sur case noire g7 · Pion noir sur case blanche h7 · Pion blanc sur case blanche a2 · Pion blanc sur case noire b2 · Pion blanc sur case blanche c2 · Pion blanc sur case noire d2 · Pion blanc sur case blanche e2 · Pion blanc sur case noire f2 · Pion blanc sur case blanche g2 · Pion blanc sur case noire h2 | Pion noir sur case noire a7 · Pion noir sur case blanche b7 · Pion noir sur case noire c7 · Pion noir sur case blanche d7 · Pion noir sur case noire e7 · Pion noir sur case blanche f7 · Pion noir sur case noire g7 · Pion noir sur case blanche h7 · Pion blanc sur case blanche a2 · Pion blanc sur case noire b2 · Pion blanc sur case blanche c2 · Pion blanc sur case noire d2 · Pion blanc sur case blanche e2 · Pion blanc sur case noire f2 · Pion blanc sur case blanche g2 · Pion blanc sur case noire h2 | Pion noir sur case noire a7 · Pion noir sur case blanche b7 · Pion noir sur case noire c7 · Pion noir sur case blanche d7 · Pion noir sur case noire e7 · Pion noir sur case blanche f7 · Pion noir sur case noire g7 · Pion noir sur case blanche h7 · Pion blanc sur case blanche a2 · Pion blanc sur case noire b2 · Pion blanc sur case blanche c2 · Pion blanc sur case noire d2 · Pion blanc sur case blanche e2 · Pion blanc sur case noire f2 · Pion blanc sur case blanche g2 · Pion blanc sur case noire h2 | Pion noir sur case noire a7 · Pion noir sur case blanche b7 · Pion noir sur case noire c7 · Pion noir sur case blanche d7 · Pion noir sur case noire e7 · Pion noir sur case blanche f7 · Pion noir sur case noire g7 · Pion noir sur case blanche h7 · Pion blanc sur case blanche a2 · Pion blanc sur case noire b2 · Pion blanc sur case blanche c2 · Pion blanc sur case noire d2 · Pion blanc sur case blanche e2 · Pion blanc sur case noire f2 · Pion blanc sur case blanche g2 · Pion blanc sur case noire h2 | Pion noir sur case noire a7 · Pion noir sur case blanche b7 · Pion noir sur case noire c7 · Pion noir sur case blanche d7 · Pion noir sur case noire e7 · Pion noir sur case blanche f7 · Pion noir sur case noire g7 · Pion noir sur case blanche h7 · Pion blanc sur case blanche a2 · Pion blanc sur case noire b2 · Pion blanc sur case blanche c2 · Pion blanc sur case noire d2 · Pion blanc sur case blanche e2 · Pion blanc sur case noire f2 · Pion blanc sur case blanche g2 · Pion blanc sur case noire h2 | 4 |
| 3 | Pion noir sur case noire a7 · Pion noir sur case blanche b7 · Pion noir sur case noire c7 · Pion noir sur case blanche d7 · Pion noir sur case noire e7 · Pion noir sur case blanche f7 · Pion noir sur case noire g7 · Pion noir sur case blanche h7 · Pion blanc sur case blanche a2 · Pion blanc sur case noire b2 · Pion blanc sur case blanche c2 · Pion blanc sur case noire d2 · Pion blanc sur case blanche e2 · Pion blanc sur case noire f2 · Pion blanc sur case blanche g2 · Pion blanc sur case noire h2 | Pion noir sur case noire a7 · Pion noir sur case blanche b7 · Pion noir sur case noire c7 · Pion noir sur case blanche d7 · Pion noir sur case noire e7 · Pion noir sur case blanche f7 · Pion noir sur case noire g7 · Pion noir sur case blanche h7 · Pion blanc sur case blanche a2 · Pion blanc sur case noire b2 · Pion blanc sur case blanche c2 · Pion blanc sur case noire d2 · Pion blanc sur case blanche e2 · Pion blanc sur case noire f2 · Pion blanc sur case blanche g2 · Pion blanc sur case noire h2 | Pion noir sur case noire a7 · Pion noir sur case blanche b7 · Pion noir sur case noire c7 · Pion noir sur case blanche d7 · Pion noir sur case noire e7 · Pion noir sur case blanche f7 · Pion noir sur case noire g7 · Pion noir sur case blanche h7 · Pion blanc sur case blanche a2 · Pion blanc sur case noire b2 · Pion blanc sur case blanche c2 · Pion blanc sur case noire d2 · Pion blanc sur case blanche e2 · Pion blanc sur case noire f2 · Pion blanc sur case blanche g2 · Pion blanc sur case noire h2 | Pion noir sur case noire a7 · Pion noir sur case blanche b7 · Pion noir sur case noire c7 · Pion noir sur case blanche d7 · Pion noir sur case noire e7 · Pion noir sur case blanche f7 · Pion noir sur case noire g7 · Pion noir sur case blanche h7 · Pion blanc sur case blanche a2 · Pion blanc sur case noire b2 · Pion blanc sur case blanche c2 · Pion blanc sur case noire d2 · Pion blanc sur case blanche e2 · Pion blanc sur case noire f2 · Pion blanc sur case blanche g2 · Pion blanc sur case noire h2 | Pion noir sur case noire a7 · Pion noir sur case blanche b7 · Pion noir sur case noire c7 · Pion noir sur case blanche d7 · Pion noir sur case noire e7 · Pion noir sur case blanche f7 · Pion noir sur case noire g7 · Pion noir sur case blanche h7 · Pion blanc sur case blanche a2 · Pion blanc sur case noire b2 · Pion blanc sur case blanche c2 · Pion blanc sur case noire d2 · Pion blanc sur case blanche e2 · Pion blanc sur case noire f2 · Pion blanc sur case blanche g2 · Pion blanc sur case noire h2 | Pion noir sur case noire a7 · Pion noir sur case blanche b7 · Pion noir sur case noire c7 · Pion noir sur case blanche d7 · Pion noir sur case noire e7 · Pion noir sur case blanche f7 · Pion noir sur case noire g7 · Pion noir sur case blanche h7 · Pion blanc sur case blanche a2 · Pion blanc sur case noire b2 · Pion blanc sur case blanche c2 · Pion blanc sur case noire d2 · Pion blanc sur case blanche e2 · Pion blanc sur case noire f2 · Pion blanc sur case blanche g2 · Pion blanc sur case noire h2 | Pion noir sur case noire a7 · Pion noir sur case blanche b7 · Pion noir sur case noire c7 · Pion noir sur case blanche d7 · Pion noir sur case noire e7 · Pion noir sur case blanche f7 · Pion noir sur case noire g7 · Pion noir sur case blanche h7 · Pion blanc sur case blanche a2 · Pion blanc sur case noire b2 · Pion blanc sur case blanche c2 · Pion blanc sur case noire d2 · Pion blanc sur case blanche e2 · Pion blanc sur case noire f2 · Pion blanc sur case blanche g2 · Pion blanc sur case noire h2 | Pion noir sur case noire a7 · Pion noir sur case blanche b7 · Pion noir sur case noire c7 · Pion noir sur case blanche d7 · Pion noir sur case noire e7 · Pion noir sur case blanche f7 · Pion noir sur case noire g7 · Pion noir sur case blanche h7 · Pion blanc sur case blanche a2 · Pion blanc sur case noire b2 · Pion blanc sur case blanche c2 · Pion blanc sur case noire d2 · Pion blanc sur case blanche e2 · Pion blanc sur case noire f2 · Pion blanc sur case blanche g2 · Pion blanc sur case noire h2 | 3 |
| 2 | Pion noir sur case noire a7 · Pion noir sur case blanche b7 · Pion noir sur case noire c7 · Pion noir sur case blanche d7 · Pion noir sur case noire e7 · Pion noir sur case blanche f7 · Pion noir sur case noire g7 · Pion noir sur case blanche h7 · Pion blanc sur case blanche a2 · Pion blanc sur case noire b2 · Pion blanc sur case blanche c2 · Pion blanc sur case noire d2 · Pion blanc sur case blanche e2 · Pion blanc sur case noire f2 · Pion blanc sur case blanche g2 · Pion blanc sur case noire h2 | Pion noir sur case noire a7 · Pion noir sur case blanche b7 · Pion noir sur case noire c7 · Pion noir sur case blanche d7 · Pion noir sur case noire e7 · Pion noir sur case blanche f7 · Pion noir sur case noire g7 · Pion noir sur case blanche h7 · Pion blanc sur case blanche a2 · Pion blanc sur case noire b2 · Pion blanc sur case blanche c2 · Pion blanc sur case noire d2 · Pion blanc sur case blanche e2 · Pion blanc sur case noire f2 · Pion blanc sur case blanche g2 · Pion blanc sur case noire h2 | Pion noir sur case noire a7 · Pion noir sur case blanche b7 · Pion noir sur case noire c7 · Pion noir sur case blanche d7 · Pion noir sur case noire e7 · Pion noir sur case blanche f7 · Pion noir sur case noire g7 · Pion noir sur case blanche h7 · Pion blanc sur case blanche a2 · Pion blanc sur case noire b2 · Pion blanc sur case blanche c2 · Pion blanc sur case noire d2 · Pion blanc sur case blanche e2 · Pion blanc sur case noire f2 · Pion blanc sur case blanche g2 · Pion blanc sur case noire h2 | Pion noir sur case noire a7 · Pion noir sur case blanche b7 · Pion noir sur case noire c7 · Pion noir sur case blanche d7 · Pion noir sur case noire e7 · Pion noir sur case blanche f7 · Pion noir sur case noire g7 · Pion noir sur case blanche h7 · Pion blanc sur case blanche a2 · Pion blanc sur case noire b2 · Pion blanc sur case blanche c2 · Pion blanc sur case noire d2 · Pion blanc sur case blanche e2 · Pion blanc sur case noire f2 · Pion blanc sur case blanche g2 · Pion blanc sur case noire h2 | Pion noir sur case noire a7 · Pion noir sur case blanche b7 · Pion noir sur case noire c7 · Pion noir sur case blanche d7 · Pion noir sur case noire e7 · Pion noir sur case blanche f7 · Pion noir sur case noire g7 · Pion noir sur case blanche h7 · Pion blanc sur case blanche a2 · Pion blanc sur case noire b2 · Pion blanc sur case blanche c2 · Pion blanc sur case noire d2 · Pion blanc sur case blanche e2 · Pion blanc sur case noire f2 · Pion blanc sur case blanche g2 · Pion blanc sur case noire h2 | Pion noir sur case noire a7 · Pion noir sur case blanche b7 · Pion noir sur case noire c7 · Pion noir sur case blanche d7 · Pion noir sur case noire e7 · Pion noir sur case blanche f7 · Pion noir sur case noire g7 · Pion noir sur case blanche h7 · Pion blanc sur case blanche a2 · Pion blanc sur case noire b2 · Pion blanc sur case blanche c2 · Pion blanc sur case noire d2 · Pion blanc sur case blanche e2 · Pion blanc sur case noire f2 · Pion blanc sur case blanche g2 · Pion blanc sur case noire h2 | Pion noir sur case noire a7 · Pion noir sur case blanche b7 · Pion noir sur case noire c7 · Pion noir sur case blanche d7 · Pion noir sur case noire e7 · Pion noir sur case blanche f7 · Pion noir sur case noire g7 · Pion noir sur case blanche h7 · Pion blanc sur case blanche a2 · Pion blanc sur case noire b2 · Pion blanc sur case blanche c2 · Pion blanc sur case noire d2 · Pion blanc sur case blanche e2 · Pion blanc sur case noire f2 · Pion blanc sur case blanche g2 · Pion blanc sur case noire h2 | Pion noir sur case noire a7 · Pion noir sur case blanche b7 · Pion noir sur case noire c7 · Pion noir sur case blanche d7 · Pion noir sur case noire e7 · Pion noir sur case blanche f7 · Pion noir sur case noire g7 · Pion noir sur case blanche h7 · Pion blanc sur case blanche a2 · Pion blanc sur case noire b2 · Pion blanc sur case blanche c2 · Pion blanc sur case noire d2 · Pion blanc sur case blanche e2 · Pion blanc sur case noire f2 · Pion blanc sur case blanche g2 · Pion blanc sur case noire h2 | 2 |
| 1 | Pion noir sur case noire a7 · Pion noir sur case blanche b7 · Pion noir sur case noire c7 · Pion noir sur case blanche d7 · Pion noir sur case noire e7 · Pion noir sur case blanche f7 · Pion noir sur case noire g7 · Pion noir sur case blanche h7 · Pion blanc sur case blanche a2 · Pion blanc sur case noire b2 · Pion blanc sur case blanche c2 · Pion blanc sur case noire d2 · Pion blanc sur case blanche e2 · Pion blanc sur case noire f2 · Pion blanc sur case blanche g2 · Pion blanc sur case noire h2 | Pion noir sur case noire a7 · Pion noir sur case blanche b7 · Pion noir sur case noire c7 · Pion noir sur case blanche d7 · Pion noir sur case noire e7 · Pion noir sur case blanche f7 · Pion noir sur case noire g7 · Pion noir sur case blanche h7 · Pion blanc sur case blanche a2 · Pion blanc sur case noire b2 · Pion blanc sur case blanche c2 · Pion blanc sur case noire d2 · Pion blanc sur case blanche e2 · Pion blanc sur case noire f2 · Pion blanc sur case blanche g2 · Pion blanc sur case noire h2 | Pion noir sur case noire a7 · Pion noir sur case blanche b7 · Pion noir sur case noire c7 · Pion noir sur case blanche d7 · Pion noir sur case noire e7 · Pion noir sur case blanche f7 · Pion noir sur case noire g7 · Pion noir sur case blanche h7 · Pion blanc sur case blanche a2 · Pion blanc sur case noire b2 · Pion blanc sur case blanche c2 · Pion blanc sur case noire d2 · Pion blanc sur case blanche e2 · Pion blanc sur case noire f2 · Pion blanc sur case blanche g2 · Pion blanc sur case noire h2 | Pion noir sur case noire a7 · Pion noir sur case blanche b7 · Pion noir sur case noire c7 · Pion noir sur case blanche d7 · Pion noir sur case noire e7 · Pion noir sur case blanche f7 · Pion noir sur case noire g7 · Pion noir sur case blanche h7 · Pion blanc sur case blanche a2 · Pion blanc sur case noire b2 · Pion blanc sur case blanche c2 · Pion blanc sur case noire d2 · Pion blanc sur case blanche e2 · Pion blanc sur case noire f2 · Pion blanc sur case blanche g2 · Pion blanc sur case noire h2 | Pion noir sur case noire a7 · Pion noir sur case blanche b7 · Pion noir sur case noire c7 · Pion noir sur case blanche d7 · Pion noir sur case noire e7 · Pion noir sur case blanche f7 · Pion noir sur case noire g7 · Pion noir sur case blanche h7 · Pion blanc sur case blanche a2 · Pion blanc sur case noire b2 · Pion blanc sur case blanche c2 · Pion blanc sur case noire d2 · Pion blanc sur case blanche e2 · Pion blanc sur case noire f2 · Pion blanc sur case blanche g2 · Pion blanc sur case noire h2 | Pion noir sur case noire a7 · Pion noir sur case blanche b7 · Pion noir sur case noire c7 · Pion noir sur case blanche d7 · Pion noir sur case noire e7 · Pion noir sur case blanche f7 · Pion noir sur case noire g7 · Pion noir sur case blanche h7 · Pion blanc sur case blanche a2 · Pion blanc sur case noire b2 · Pion blanc sur case blanche c2 · Pion blanc sur case noire d2 · Pion blanc sur case blanche e2 · Pion blanc sur case noire f2 · Pion blanc sur case blanche g2 · Pion blanc sur case noire h2 | Pion noir sur case noire a7 · Pion noir sur case blanche b7 · Pion noir sur case noire c7 · Pion noir sur case blanche d7 · Pion noir sur case noire e7 · Pion noir sur case blanche f7 · Pion noir sur case noire g7 · Pion noir sur case blanche h7 · Pion blanc sur case blanche a2 · Pion blanc sur case noire b2 · Pion blanc sur case blanche c2 · Pion blanc sur case noire d2 · Pion blanc sur case blanche e2 · Pion blanc sur case noire f2 · Pion blanc sur case blanche g2 · Pion blanc sur case noire h2 | Pion noir sur case noire a7 · Pion noir sur case blanche b7 · Pion noir sur case noire c7 · Pion noir sur case blanche d7 · Pion noir sur case noire e7 · Pion noir sur case blanche f7 · Pion noir sur case noire g7 · Pion noir sur case blanche h7 · Pion blanc sur case blanche a2 · Pion blanc sur case noire b2 · Pion blanc sur case blanche c2 · Pion blanc sur case noire d2 · Pion blanc sur case blanche e2 · Pion blanc sur case noire f2 · Pion blanc sur case blanche g2 · Pion blanc sur case noire h2 | 1 |
|   | a | b | c | d | e | f | g | h |   |

Au début de la partie, chaque joueur possède huit pions, placés en deuxième ligne devant les autres pièces (rangée 2 pour les Blancs et rangée 7 pour les Noirs). La position des pions est identifiée de différentes manières :
- Par leurs coordonnées (colonne;rangée) : pion b2, e4 ou h7, par exemple ;
- Par le nom de leur colonne : pion a, pion f, etc. ;
- Par le nom de la pièce devant laquelle ils se trouvent au début de la partie : pion-tour, pion-dame, pion-roi, pion-fou dame.

### Déplacement du pion sur l'échiquier
|   | a | b | c | d | e | f | g | h |   |
| 8 | cercle blanc sur case noire h8 · Pion noir sur case blanche f7 · Pion blanc sur case blanche h7 · cercle noir sur case noire f6 · cercle noir sur case blanche f5 · cercle blanc sur case noire b4 · cercle blanc sur case blanche e4 · cercle blanc sur case blanche b3 · Pion blanc sur case noire e3 · Pion blanc sur case noire b2 | cercle blanc sur case noire h8 · Pion noir sur case blanche f7 · Pion blanc sur case blanche h7 · cercle noir sur case noire f6 · cercle noir sur case blanche f5 · cercle blanc sur case noire b4 · cercle blanc sur case blanche e4 · cercle blanc sur case blanche b3 · Pion blanc sur case noire e3 · Pion blanc sur case noire b2 | cercle blanc sur case noire h8 · Pion noir sur case blanche f7 · Pion blanc sur case blanche h7 · cercle noir sur case noire f6 · cercle noir sur case blanche f5 · cercle blanc sur case noire b4 · cercle blanc sur case blanche e4 · cercle blanc sur case blanche b3 · Pion blanc sur case noire e3 · Pion blanc sur case noire b2 | cercle blanc sur case noire h8 · Pion noir sur case blanche f7 · Pion blanc sur case blanche h7 · cercle noir sur case noire f6 · cercle noir sur case blanche f5 · cercle blanc sur case noire b4 · cercle blanc sur case blanche e4 · cercle blanc sur case blanche b3 · Pion blanc sur case noire e3 · Pion blanc sur case noire b2 | cercle blanc sur case noire h8 · Pion noir sur case blanche f7 · Pion blanc sur case blanche h7 · cercle noir sur case noire f6 · cercle noir sur case blanche f5 · cercle blanc sur case noire b4 · cercle blanc sur case blanche e4 · cercle blanc sur case blanche b3 · Pion blanc sur case noire e3 · Pion blanc sur case noire b2 | cercle blanc sur case noire h8 · Pion noir sur case blanche f7 · Pion blanc sur case blanche h7 · cercle noir sur case noire f6 · cercle noir sur case blanche f5 · cercle blanc sur case noire b4 · cercle blanc sur case blanche e4 · cercle blanc sur case blanche b3 · Pion blanc sur case noire e3 · Pion blanc sur case noire b2 | cercle blanc sur case noire h8 · Pion noir sur case blanche f7 · Pion blanc sur case blanche h7 · cercle noir sur case noire f6 · cercle noir sur case blanche f5 · cercle blanc sur case noire b4 · cercle blanc sur case blanche e4 · cercle blanc sur case blanche b3 · Pion blanc sur case noire e3 · Pion blanc sur case noire b2 | cercle blanc sur case noire h8 · Pion noir sur case blanche f7 · Pion blanc sur case blanche h7 · cercle noir sur case noire f6 · cercle noir sur case blanche f5 · cercle blanc sur case noire b4 · cercle blanc sur case blanche e4 · cercle blanc sur case blanche b3 · Pion blanc sur case noire e3 · Pion blanc sur case noire b2 | 8 |
| 7 | cercle blanc sur case noire h8 · Pion noir sur case blanche f7 · Pion blanc sur case blanche h7 · cercle noir sur case noire f6 · cercle noir sur case blanche f5 · cercle blanc sur case noire b4 · cercle blanc sur case blanche e4 · cercle blanc sur case blanche b3 · Pion blanc sur case noire e3 · Pion blanc sur case noire b2 | cercle blanc sur case noire h8 · Pion noir sur case blanche f7 · Pion blanc sur case blanche h7 · cercle noir sur case noire f6 · cercle noir sur case blanche f5 · cercle blanc sur case noire b4 · cercle blanc sur case blanche e4 · cercle blanc sur case blanche b3 · Pion blanc sur case noire e3 · Pion blanc sur case noire b2 | cercle blanc sur case noire h8 · Pion noir sur case blanche f7 · Pion blanc sur case blanche h7 · cercle noir sur case noire f6 · cercle noir sur case blanche f5 · cercle blanc sur case noire b4 · cercle blanc sur case blanche e4 · cercle blanc sur case blanche b3 · Pion blanc sur case noire e3 · Pion blanc sur case noire b2 | cercle blanc sur case noire h8 · Pion noir sur case blanche f7 · Pion blanc sur case blanche h7 · cercle noir sur case noire f6 · cercle noir sur case blanche f5 · cercle blanc sur case noire b4 · cercle blanc sur case blanche e4 · cercle blanc sur case blanche b3 · Pion blanc sur case noire e3 · Pion blanc sur case noire b2 | cercle blanc sur case noire h8 · Pion noir sur case blanche f7 · Pion blanc sur case blanche h7 · cercle noir sur case noire f6 · cercle noir sur case blanche f5 · cercle blanc sur case noire b4 · cercle blanc sur case blanche e4 · cercle blanc sur case blanche b3 · Pion blanc sur case noire e3 · Pion blanc sur case noire b2 | cercle blanc sur case noire h8 · Pion noir sur case blanche f7 · Pion blanc sur case blanche h7 · cercle noir sur case noire f6 · cercle noir sur case blanche f5 · cercle blanc sur case noire b4 · cercle blanc sur case blanche e4 · cercle blanc sur case blanche b3 · Pion blanc sur case noire e3 · Pion blanc sur case noire b2 | cercle blanc sur case noire h8 · Pion noir sur case blanche f7 · Pion blanc sur case blanche h7 · cercle noir sur case noire f6 · cercle noir sur case blanche f5 · cercle blanc sur case noire b4 · cercle blanc sur case blanche e4 · cercle blanc sur case blanche b3 · Pion blanc sur case noire e3 · Pion blanc sur case noire b2 | cercle blanc sur case noire h8 · Pion noir sur case blanche f7 · Pion blanc sur case blanche h7 · cercle noir sur case noire f6 · cercle noir sur case blanche f5 · cercle blanc sur case noire b4 · cercle blanc sur case blanche e4 · cercle blanc sur case blanche b3 · Pion blanc sur case noire e3 · Pion blanc sur case noire b2 | 7 |
| 6 | cercle blanc sur case noire h8 · Pion noir sur case blanche f7 · Pion blanc sur case blanche h7 · cercle noir sur case noire f6 · cercle noir sur case blanche f5 · cercle blanc sur case noire b4 · cercle blanc sur case blanche e4 · cercle blanc sur case blanche b3 · Pion blanc sur case noire e3 · Pion blanc sur case noire b2 | cercle blanc sur case noire h8 · Pion noir sur case blanche f7 · Pion blanc sur case blanche h7 · cercle noir sur case noire f6 · cercle noir sur case blanche f5 · cercle blanc sur case noire b4 · cercle blanc sur case blanche e4 · cercle blanc sur case blanche b3 · Pion blanc sur case noire e3 · Pion blanc sur case noire b2 | cercle blanc sur case noire h8 · Pion noir sur case blanche f7 · Pion blanc sur case blanche h7 · cercle noir sur case noire f6 · cercle noir sur case blanche f5 · cercle blanc sur case noire b4 · cercle blanc sur case blanche e4 · cercle blanc sur case blanche b3 · Pion blanc sur case noire e3 · Pion blanc sur case noire b2 | cercle blanc sur case noire h8 · Pion noir sur case blanche f7 · Pion blanc sur case blanche h7 · cercle noir sur case noire f6 · cercle noir sur case blanche f5 · cercle blanc sur case noire b4 · cercle blanc sur case blanche e4 · cercle blanc sur case blanche b3 · Pion blanc sur case noire e3 · Pion blanc sur case noire b2 | cercle blanc sur case noire h8 · Pion noir sur case blanche f7 · Pion blanc sur case blanche h7 · cercle noir sur case noire f6 · cercle noir sur case blanche f5 · cercle blanc sur case noire b4 · cercle blanc sur case blanche e4 · cercle blanc sur case blanche b3 · Pion blanc sur case noire e3 · Pion blanc sur case noire b2 | cercle blanc sur case noire h8 · Pion noir sur case blanche f7 · Pion blanc sur case blanche h7 · cercle noir sur case noire f6 · cercle noir sur case blanche f5 · cercle blanc sur case noire b4 · cercle blanc sur case blanche e4 · cercle blanc sur case blanche b3 · Pion blanc sur case noire e3 · Pion blanc sur case noire b2 | cercle blanc sur case noire h8 · Pion noir sur case blanche f7 · Pion blanc sur case blanche h7 · cercle noir sur case noire f6 · cercle noir sur case blanche f5 · cercle blanc sur case noire b4 · cercle blanc sur case blanche e4 · cercle blanc sur case blanche b3 · Pion blanc sur case noire e3 · Pion blanc sur case noire b2 | cercle blanc sur case noire h8 · Pion noir sur case blanche f7 · Pion blanc sur case blanche h7 · cercle noir sur case noire f6 · cercle noir sur case blanche f5 · cercle blanc sur case noire b4 · cercle blanc sur case blanche e4 · cercle blanc sur case blanche b3 · Pion blanc sur case noire e3 · Pion blanc sur case noire b2 | 6 |
| 5 | cercle blanc sur case noire h8 · Pion noir sur case blanche f7 · Pion blanc sur case blanche h7 · cercle noir sur case noire f6 · cercle noir sur case blanche f5 · cercle blanc sur case noire b4 · cercle blanc sur case blanche e4 · cercle blanc sur case blanche b3 · Pion blanc sur case noire e3 · Pion blanc sur case noire b2 | cercle blanc sur case noire h8 · Pion noir sur case blanche f7 · Pion blanc sur case blanche h7 · cercle noir sur case noire f6 · cercle noir sur case blanche f5 · cercle blanc sur case noire b4 · cercle blanc sur case blanche e4 · cercle blanc sur case blanche b3 · Pion blanc sur case noire e3 · Pion blanc sur case noire b2 | cercle blanc sur case noire h8 · Pion noir sur case blanche f7 · Pion blanc sur case blanche h7 · cercle noir sur case noire f6 · cercle noir sur case blanche f5 · cercle blanc sur case noire b4 · cercle blanc sur case blanche e4 · cercle blanc sur case blanche b3 · Pion blanc sur case noire e3 · Pion blanc sur case noire b2 | cercle blanc sur case noire h8 · Pion noir sur case blanche f7 · Pion blanc sur case blanche h7 · cercle noir sur case noire f6 · cercle noir sur case blanche f5 · cercle blanc sur case noire b4 · cercle blanc sur case blanche e4 · cercle blanc sur case blanche b3 · Pion blanc sur case noire e3 · Pion blanc sur case noire b2 | cercle blanc sur case noire h8 · Pion noir sur case blanche f7 · Pion blanc sur case blanche h7 · cercle noir sur case noire f6 · cercle noir sur case blanche f5 · cercle blanc sur case noire b4 · cercle blanc sur case blanche e4 · cercle blanc sur case blanche b3 · Pion blanc sur case noire e3 · Pion blanc sur case noire b2 | cercle blanc sur case noire h8 · Pion noir sur case blanche f7 · Pion blanc sur case blanche h7 · cercle noir sur case noire f6 · cercle noir sur case blanche f5 · cercle blanc sur case noire b4 · cercle blanc sur case blanche e4 · cercle blanc sur case blanche b3 · Pion blanc sur case noire e3 · Pion blanc sur case noire b2 | cercle blanc sur case noire h8 · Pion noir sur case blanche f7 · Pion blanc sur case blanche h7 · cercle noir sur case noire f6 · cercle noir sur case blanche f5 · cercle blanc sur case noire b4 · cercle blanc sur case blanche e4 · cercle blanc sur case blanche b3 · Pion blanc sur case noire e3 · Pion blanc sur case noire b2 | cercle blanc sur case noire h8 · Pion noir sur case blanche f7 · Pion blanc sur case blanche h7 · cercle noir sur case noire f6 · cercle noir sur case blanche f5 · cercle blanc sur case noire b4 · cercle blanc sur case blanche e4 · cercle blanc sur case blanche b3 · Pion blanc sur case noire e3 · Pion blanc sur case noire b2 | 5 |
| 4 | cercle blanc sur case noire h8 · Pion noir sur case blanche f7 · Pion blanc sur case blanche h7 · cercle noir sur case noire f6 · cercle noir sur case blanche f5 · cercle blanc sur case noire b4 · cercle blanc sur case blanche e4 · cercle blanc sur case blanche b3 · Pion blanc sur case noire e3 · Pion blanc sur case noire b2 | cercle blanc sur case noire h8 · Pion noir sur case blanche f7 · Pion blanc sur case blanche h7 · cercle noir sur case noire f6 · cercle noir sur case blanche f5 · cercle blanc sur case noire b4 · cercle blanc sur case blanche e4 · cercle blanc sur case blanche b3 · Pion blanc sur case noire e3 · Pion blanc sur case noire b2 | cercle blanc sur case noire h8 · Pion noir sur case blanche f7 · Pion blanc sur case blanche h7 · cercle noir sur case noire f6 · cercle noir sur case blanche f5 · cercle blanc sur case noire b4 · cercle blanc sur case blanche e4 · cercle blanc sur case blanche b3 · Pion blanc sur case noire e3 · Pion blanc sur case noire b2 | cercle blanc sur case noire h8 · Pion noir sur case blanche f7 · Pion blanc sur case blanche h7 · cercle noir sur case noire f6 · cercle noir sur case blanche f5 · cercle blanc sur case noire b4 · cercle blanc sur case blanche e4 · cercle blanc sur case blanche b3 · Pion blanc sur case noire e3 · Pion blanc sur case noire b2 | cercle blanc sur case noire h8 · Pion noir sur case blanche f7 · Pion blanc sur case blanche h7 · cercle noir sur case noire f6 · cercle noir sur case blanche f5 · cercle blanc sur case noire b4 · cercle blanc sur case blanche e4 · cercle blanc sur case blanche b3 · Pion blanc sur case noire e3 · Pion blanc sur case noire b2 | cercle blanc sur case noire h8 · Pion noir sur case blanche f7 · Pion blanc sur case blanche h7 · cercle noir sur case noire f6 · cercle noir sur case blanche f5 · cercle blanc sur case noire b4 · cercle blanc sur case blanche e4 · cercle blanc sur case blanche b3 · Pion blanc sur case noire e3 · Pion blanc sur case noire b2 | cercle blanc sur case noire h8 · Pion noir sur case blanche f7 · Pion blanc sur case blanche h7 · cercle noir sur case noire f6 · cercle noir sur case blanche f5 · cercle blanc sur case noire b4 · cercle blanc sur case blanche e4 · cercle blanc sur case blanche b3 · Pion blanc sur case noire e3 · Pion blanc sur case noire b2 | cercle blanc sur case noire h8 · Pion noir sur case blanche f7 · Pion blanc sur case blanche h7 · cercle noir sur case noire f6 · cercle noir sur case blanche f5 · cercle blanc sur case noire b4 · cercle blanc sur case blanche e4 · cercle blanc sur case blanche b3 · Pion blanc sur case noire e3 · Pion blanc sur case noire b2 | 4 |
| 3 | cercle blanc sur case noire h8 · Pion noir sur case blanche f7 · Pion blanc sur case blanche h7 · cercle noir sur case noire f6 · cercle noir sur case blanche f5 · cercle blanc sur case noire b4 · cercle blanc sur case blanche e4 · cercle blanc sur case blanche b3 · Pion blanc sur case noire e3 · Pion blanc sur case noire b2 | cercle blanc sur case noire h8 · Pion noir sur case blanche f7 · Pion blanc sur case blanche h7 · cercle noir sur case noire f6 · cercle noir sur case blanche f5 · cercle blanc sur case noire b4 · cercle blanc sur case blanche e4 · cercle blanc sur case blanche b3 · Pion blanc sur case noire e3 · Pion blanc sur case noire b2 | cercle blanc sur case noire h8 · Pion noir sur case blanche f7 · Pion blanc sur case blanche h7 · cercle noir sur case noire f6 · cercle noir sur case blanche f5 · cercle blanc sur case noire b4 · cercle blanc sur case blanche e4 · cercle blanc sur case blanche b3 · Pion blanc sur case noire e3 · Pion blanc sur case noire b2 | cercle blanc sur case noire h8 · Pion noir sur case blanche f7 · Pion blanc sur case blanche h7 · cercle noir sur case noire f6 · cercle noir sur case blanche f5 · cercle blanc sur case noire b4 · cercle blanc sur case blanche e4 · cercle blanc sur case blanche b3 · Pion blanc sur case noire e3 · Pion blanc sur case noire b2 | cercle blanc sur case noire h8 · Pion noir sur case blanche f7 · Pion blanc sur case blanche h7 · cercle noir sur case noire f6 · cercle noir sur case blanche f5 · cercle blanc sur case noire b4 · cercle blanc sur case blanche e4 · cercle blanc sur case blanche b3 · Pion blanc sur case noire e3 · Pion blanc sur case noire b2 | cercle blanc sur case noire h8 · Pion noir sur case blanche f7 · Pion blanc sur case blanche h7 · cercle noir sur case noire f6 · cercle noir sur case blanche f5 · cercle blanc sur case noire b4 · cercle blanc sur case blanche e4 · cercle blanc sur case blanche b3 · Pion blanc sur case noire e3 · Pion blanc sur case noire b2 | cercle blanc sur case noire h8 · Pion noir sur case blanche f7 · Pion blanc sur case blanche h7 · cercle noir sur case noire f6 · cercle noir sur case blanche f5 · cercle blanc sur case noire b4 · cercle blanc sur case blanche e4 · cercle blanc sur case blanche b3 · Pion blanc sur case noire e3 · Pion blanc sur case noire b2 | cercle blanc sur case noire h8 · Pion noir sur case blanche f7 · Pion blanc sur case blanche h7 · cercle noir sur case noire f6 · cercle noir sur case blanche f5 · cercle blanc sur case noire b4 · cercle blanc sur case blanche e4 · cercle blanc sur case blanche b3 · Pion blanc sur case noire e3 · Pion blanc sur case noire b2 | 3 |
| 2 | cercle blanc sur case noire h8 · Pion noir sur case blanche f7 · Pion blanc sur case blanche h7 · cercle noir sur case noire f6 · cercle noir sur case blanche f5 · cercle blanc sur case noire b4 · cercle blanc sur case blanche e4 · cercle blanc sur case blanche b3 · Pion blanc sur case noire e3 · Pion blanc sur case noire b2 | cercle blanc sur case noire h8 · Pion noir sur case blanche f7 · Pion blanc sur case blanche h7 · cercle noir sur case noire f6 · cercle noir sur case blanche f5 · cercle blanc sur case noire b4 · cercle blanc sur case blanche e4 · cercle blanc sur case blanche b3 · Pion blanc sur case noire e3 · Pion blanc sur case noire b2 | cercle blanc sur case noire h8 · Pion noir sur case blanche f7 · Pion blanc sur case blanche h7 · cercle noir sur case noire f6 · cercle noir sur case blanche f5 · cercle blanc sur case noire b4 · cercle blanc sur case blanche e4 · cercle blanc sur case blanche b3 · Pion blanc sur case noire e3 · Pion blanc sur case noire b2 | cercle blanc sur case noire h8 · Pion noir sur case blanche f7 · Pion blanc sur case blanche h7 · cercle noir sur case noire f6 · cercle noir sur case blanche f5 · cercle blanc sur case noire b4 · cercle blanc sur case blanche e4 · cercle blanc sur case blanche b3 · Pion blanc sur case noire e3 · Pion blanc sur case noire b2 | cercle blanc sur case noire h8 · Pion noir sur case blanche f7 · Pion blanc sur case blanche h7 · cercle noir sur case noire f6 · cercle noir sur case blanche f5 · cercle blanc sur case noire b4 · cercle blanc sur case blanche e4 · cercle blanc sur case blanche b3 · Pion blanc sur case noire e3 · Pion blanc sur case noire b2 | cercle blanc sur case noire h8 · Pion noir sur case blanche f7 · Pion blanc sur case blanche h7 · cercle noir sur case noire f6 · cercle noir sur case blanche f5 · cercle blanc sur case noire b4 · cercle blanc sur case blanche e4 · cercle blanc sur case blanche b3 · Pion blanc sur case noire e3 · Pion blanc sur case noire b2 | cercle blanc sur case noire h8 · Pion noir sur case blanche f7 · Pion blanc sur case blanche h7 · cercle noir sur case noire f6 · cercle noir sur case blanche f5 · cercle blanc sur case noire b4 · cercle blanc sur case blanche e4 · cercle blanc sur case blanche b3 · Pion blanc sur case noire e3 · Pion blanc sur case noire b2 | cercle blanc sur case noire h8 · Pion noir sur case blanche f7 · Pion blanc sur case blanche h7 · cercle noir sur case noire f6 · cercle noir sur case blanche f5 · cercle blanc sur case noire b4 · cercle blanc sur case blanche e4 · cercle blanc sur case blanche b3 · Pion blanc sur case noire e3 · Pion blanc sur case noire b2 | 2 |
| 1 | cercle blanc sur case noire h8 · Pion noir sur case blanche f7 · Pion blanc sur case blanche h7 · cercle noir sur case noire f6 · cercle noir sur case blanche f5 · cercle blanc sur case noire b4 · cercle blanc sur case blanche e4 · cercle blanc sur case blanche b3 · Pion blanc sur case noire e3 · Pion blanc sur case noire b2 | cercle blanc sur case noire h8 · Pion noir sur case blanche f7 · Pion blanc sur case blanche h7 · cercle noir sur case noire f6 · cercle noir sur case blanche f5 · cercle blanc sur case noire b4 · cercle blanc sur case blanche e4 · cercle blanc sur case blanche b3 · Pion blanc sur case noire e3 · Pion blanc sur case noire b2 | cercle blanc sur case noire h8 · Pion noir sur case blanche f7 · Pion blanc sur case blanche h7 · cercle noir sur case noire f6 · cercle noir sur case blanche f5 · cercle blanc sur case noire b4 · cercle blanc sur case blanche e4 · cercle blanc sur case blanche b3 · Pion blanc sur case noire e3 · Pion blanc sur case noire b2 | cercle blanc sur case noire h8 · Pion noir sur case blanche f7 · Pion blanc sur case blanche h7 · cercle noir sur case noire f6 · cercle noir sur case blanche f5 · cercle blanc sur case noire b4 · cercle blanc sur case blanche e4 · cercle blanc sur case blanche b3 · Pion blanc sur case noire e3 · Pion blanc sur case noire b2 | cercle blanc sur case noire h8 · Pion noir sur case blanche f7 · Pion blanc sur case blanche h7 · cercle noir sur case noire f6 · cercle noir sur case blanche f5 · cercle blanc sur case noire b4 · cercle blanc sur case blanche e4 · cercle blanc sur case blanche b3 · Pion blanc sur case noire e3 · Pion blanc sur case noire b2 | cercle blanc sur case noire h8 · Pion noir sur case blanche f7 · Pion blanc sur case blanche h7 · cercle noir sur case noire f6 · cercle noir sur case blanche f5 · cercle blanc sur case noire b4 · cercle blanc sur case blanche e4 · cercle blanc sur case blanche b3 · Pion blanc sur case noire e3 · Pion blanc sur case noire b2 | cercle blanc sur case noire h8 · Pion noir sur case blanche f7 · Pion blanc sur case blanche h7 · cercle noir sur case noire f6 · cercle noir sur case blanche f5 · cercle blanc sur case noire b4 · cercle blanc sur case blanche e4 · cercle blanc sur case blanche b3 · Pion blanc sur case noire e3 · Pion blanc sur case noire b2 | cercle blanc sur case noire h8 · Pion noir sur case blanche f7 · Pion blanc sur case blanche h7 · cercle noir sur case noire f6 · cercle noir sur case blanche f5 · cercle blanc sur case noire b4 · cercle blanc sur case blanche e4 · cercle blanc sur case blanche b3 · Pion blanc sur case noire e3 · Pion blanc sur case noire b2 | 1 |
|   | a | b | c | d | e | f | g | h |   |

Depuis sa position d'origine, le pion peut avancer d'une ou de deux cases, au choix du joueur. La case où il se retrouve finalement doit être vide au départ, de même que la case éventuellement survolée si le joueur choisit de le déplacer de deux cases d'un coup. Par la suite, le pion avance d'une seule case à la fois, sans changer de colonne et seulement vers une case vide. Le pion ne peut jamais reculer. Contrairement à une légende tenace, il n'est pas permis d'avancer à la fois deux pions d'une seule case au premier coup de la partie.
Sur le diagramme ci-contre, les points blancs indiquent les possibilités de mouvement des pions blancs, les points noirs celles du pion noir.

### Prise d'une pièce par un pion

#### Règle générale
|   | a | b | c | d | e | f | g | h |   |
| 8 | cercle blanc sur case blanche d7 · Pion noir sur case noire e7 · cercle blanc sur case blanche f7 · cercle noir sur case noire d6 · Pion blanc sur case blanche e6 · cercle noir sur case noire f6 · cercle blanc sur case blanche g4 · cercle blanc sur case noire a3 · Pion noir sur case noire c3 · Pion blanc sur case blanche h3 · Pion blanc sur case noire b2 · cercle noir sur case noire d2 | cercle blanc sur case blanche d7 · Pion noir sur case noire e7 · cercle blanc sur case blanche f7 · cercle noir sur case noire d6 · Pion blanc sur case blanche e6 · cercle noir sur case noire f6 · cercle blanc sur case blanche g4 · cercle blanc sur case noire a3 · Pion noir sur case noire c3 · Pion blanc sur case blanche h3 · Pion blanc sur case noire b2 · cercle noir sur case noire d2 | cercle blanc sur case blanche d7 · Pion noir sur case noire e7 · cercle blanc sur case blanche f7 · cercle noir sur case noire d6 · Pion blanc sur case blanche e6 · cercle noir sur case noire f6 · cercle blanc sur case blanche g4 · cercle blanc sur case noire a3 · Pion noir sur case noire c3 · Pion blanc sur case blanche h3 · Pion blanc sur case noire b2 · cercle noir sur case noire d2 | cercle blanc sur case blanche d7 · Pion noir sur case noire e7 · cercle blanc sur case blanche f7 · cercle noir sur case noire d6 · Pion blanc sur case blanche e6 · cercle noir sur case noire f6 · cercle blanc sur case blanche g4 · cercle blanc sur case noire a3 · Pion noir sur case noire c3 · Pion blanc sur case blanche h3 · Pion blanc sur case noire b2 · cercle noir sur case noire d2 | cercle blanc sur case blanche d7 · Pion noir sur case noire e7 · cercle blanc sur case blanche f7 · cercle noir sur case noire d6 · Pion blanc sur case blanche e6 · cercle noir sur case noire f6 · cercle blanc sur case blanche g4 · cercle blanc sur case noire a3 · Pion noir sur case noire c3 · Pion blanc sur case blanche h3 · Pion blanc sur case noire b2 · cercle noir sur case noire d2 | cercle blanc sur case blanche d7 · Pion noir sur case noire e7 · cercle blanc sur case blanche f7 · cercle noir sur case noire d6 · Pion blanc sur case blanche e6 · cercle noir sur case noire f6 · cercle blanc sur case blanche g4 · cercle blanc sur case noire a3 · Pion noir sur case noire c3 · Pion blanc sur case blanche h3 · Pion blanc sur case noire b2 · cercle noir sur case noire d2 | cercle blanc sur case blanche d7 · Pion noir sur case noire e7 · cercle blanc sur case blanche f7 · cercle noir sur case noire d6 · Pion blanc sur case blanche e6 · cercle noir sur case noire f6 · cercle blanc sur case blanche g4 · cercle blanc sur case noire a3 · Pion noir sur case noire c3 · Pion blanc sur case blanche h3 · Pion blanc sur case noire b2 · cercle noir sur case noire d2 | cercle blanc sur case blanche d7 · Pion noir sur case noire e7 · cercle blanc sur case blanche f7 · cercle noir sur case noire d6 · Pion blanc sur case blanche e6 · cercle noir sur case noire f6 · cercle blanc sur case blanche g4 · cercle blanc sur case noire a3 · Pion noir sur case noire c3 · Pion blanc sur case blanche h3 · Pion blanc sur case noire b2 · cercle noir sur case noire d2 | 8 |
| 7 | cercle blanc sur case blanche d7 · Pion noir sur case noire e7 · cercle blanc sur case blanche f7 · cercle noir sur case noire d6 · Pion blanc sur case blanche e6 · cercle noir sur case noire f6 · cercle blanc sur case blanche g4 · cercle blanc sur case noire a3 · Pion noir sur case noire c3 · Pion blanc sur case blanche h3 · Pion blanc sur case noire b2 · cercle noir sur case noire d2 | cercle blanc sur case blanche d7 · Pion noir sur case noire e7 · cercle blanc sur case blanche f7 · cercle noir sur case noire d6 · Pion blanc sur case blanche e6 · cercle noir sur case noire f6 · cercle blanc sur case blanche g4 · cercle blanc sur case noire a3 · Pion noir sur case noire c3 · Pion blanc sur case blanche h3 · Pion blanc sur case noire b2 · cercle noir sur case noire d2 | cercle blanc sur case blanche d7 · Pion noir sur case noire e7 · cercle blanc sur case blanche f7 · cercle noir sur case noire d6 · Pion blanc sur case blanche e6 · cercle noir sur case noire f6 · cercle blanc sur case blanche g4 · cercle blanc sur case noire a3 · Pion noir sur case noire c3 · Pion blanc sur case blanche h3 · Pion blanc sur case noire b2 · cercle noir sur case noire d2 | cercle blanc sur case blanche d7 · Pion noir sur case noire e7 · cercle blanc sur case blanche f7 · cercle noir sur case noire d6 · Pion blanc sur case blanche e6 · cercle noir sur case noire f6 · cercle blanc sur case blanche g4 · cercle blanc sur case noire a3 · Pion noir sur case noire c3 · Pion blanc sur case blanche h3 · Pion blanc sur case noire b2 · cercle noir sur case noire d2 | cercle blanc sur case blanche d7 · Pion noir sur case noire e7 · cercle blanc sur case blanche f7 · cercle noir sur case noire d6 · Pion blanc sur case blanche e6 · cercle noir sur case noire f6 · cercle blanc sur case blanche g4 · cercle blanc sur case noire a3 · Pion noir sur case noire c3 · Pion blanc sur case blanche h3 · Pion blanc sur case noire b2 · cercle noir sur case noire d2 | cercle blanc sur case blanche d7 · Pion noir sur case noire e7 · cercle blanc sur case blanche f7 · cercle noir sur case noire d6 · Pion blanc sur case blanche e6 · cercle noir sur case noire f6 · cercle blanc sur case blanche g4 · cercle blanc sur case noire a3 · Pion noir sur case noire c3 · Pion blanc sur case blanche h3 · Pion blanc sur case noire b2 · cercle noir sur case noire d2 | cercle blanc sur case blanche d7 · Pion noir sur case noire e7 · cercle blanc sur case blanche f7 · cercle noir sur case noire d6 · Pion blanc sur case blanche e6 · cercle noir sur case noire f6 · cercle blanc sur case blanche g4 · cercle blanc sur case noire a3 · Pion noir sur case noire c3 · Pion blanc sur case blanche h3 · Pion blanc sur case noire b2 · cercle noir sur case noire d2 | cercle blanc sur case blanche d7 · Pion noir sur case noire e7 · cercle blanc sur case blanche f7 · cercle noir sur case noire d6 · Pion blanc sur case blanche e6 · cercle noir sur case noire f6 · cercle blanc sur case blanche g4 · cercle blanc sur case noire a3 · Pion noir sur case noire c3 · Pion blanc sur case blanche h3 · Pion blanc sur case noire b2 · cercle noir sur case noire d2 | 7 |
| 6 | cercle blanc sur case blanche d7 · Pion noir sur case noire e7 · cercle blanc sur case blanche f7 · cercle noir sur case noire d6 · Pion blanc sur case blanche e6 · cercle noir sur case noire f6 · cercle blanc sur case blanche g4 · cercle blanc sur case noire a3 · Pion noir sur case noire c3 · Pion blanc sur case blanche h3 · Pion blanc sur case noire b2 · cercle noir sur case noire d2 | cercle blanc sur case blanche d7 · Pion noir sur case noire e7 · cercle blanc sur case blanche f7 · cercle noir sur case noire d6 · Pion blanc sur case blanche e6 · cercle noir sur case noire f6 · cercle blanc sur case blanche g4 · cercle blanc sur case noire a3 · Pion noir sur case noire c3 · Pion blanc sur case blanche h3 · Pion blanc sur case noire b2 · cercle noir sur case noire d2 | cercle blanc sur case blanche d7 · Pion noir sur case noire e7 · cercle blanc sur case blanche f7 · cercle noir sur case noire d6 · Pion blanc sur case blanche e6 · cercle noir sur case noire f6 · cercle blanc sur case blanche g4 · cercle blanc sur case noire a3 · Pion noir sur case noire c3 · Pion blanc sur case blanche h3 · Pion blanc sur case noire b2 · cercle noir sur case noire d2 | cercle blanc sur case blanche d7 · Pion noir sur case noire e7 · cercle blanc sur case blanche f7 · cercle noir sur case noire d6 · Pion blanc sur case blanche e6 · cercle noir sur case noire f6 · cercle blanc sur case blanche g4 · cercle blanc sur case noire a3 · Pion noir sur case noire c3 · Pion blanc sur case blanche h3 · Pion blanc sur case noire b2 · cercle noir sur case noire d2 | cercle blanc sur case blanche d7 · Pion noir sur case noire e7 · cercle blanc sur case blanche f7 · cercle noir sur case noire d6 · Pion blanc sur case blanche e6 · cercle noir sur case noire f6 · cercle blanc sur case blanche g4 · cercle blanc sur case noire a3 · Pion noir sur case noire c3 · Pion blanc sur case blanche h3 · Pion blanc sur case noire b2 · cercle noir sur case noire d2 | cercle blanc sur case blanche d7 · Pion noir sur case noire e7 · cercle blanc sur case blanche f7 · cercle noir sur case noire d6 · Pion blanc sur case blanche e6 · cercle noir sur case noire f6 · cercle blanc sur case blanche g4 · cercle blanc sur case noire a3 · Pion noir sur case noire c3 · Pion blanc sur case blanche h3 · Pion blanc sur case noire b2 · cercle noir sur case noire d2 | cercle blanc sur case blanche d7 · Pion noir sur case noire e7 · cercle blanc sur case blanche f7 · cercle noir sur case noire d6 · Pion blanc sur case blanche e6 · cercle noir sur case noire f6 · cercle blanc sur case blanche g4 · cercle blanc sur case noire a3 · Pion noir sur case noire c3 · Pion blanc sur case blanche h3 · Pion blanc sur case noire b2 · cercle noir sur case noire d2 | cercle blanc sur case blanche d7 · Pion noir sur case noire e7 · cercle blanc sur case blanche f7 · cercle noir sur case noire d6 · Pion blanc sur case blanche e6 · cercle noir sur case noire f6 · cercle blanc sur case blanche g4 · cercle blanc sur case noire a3 · Pion noir sur case noire c3 · Pion blanc sur case blanche h3 · Pion blanc sur case noire b2 · cercle noir sur case noire d2 | 6 |
| 5 | cercle blanc sur case blanche d7 · Pion noir sur case noire e7 · cercle blanc sur case blanche f7 · cercle noir sur case noire d6 · Pion blanc sur case blanche e6 · cercle noir sur case noire f6 · cercle blanc sur case blanche g4 · cercle blanc sur case noire a3 · Pion noir sur case noire c3 · Pion blanc sur case blanche h3 · Pion blanc sur case noire b2 · cercle noir sur case noire d2 | cercle blanc sur case blanche d7 · Pion noir sur case noire e7 · cercle blanc sur case blanche f7 · cercle noir sur case noire d6 · Pion blanc sur case blanche e6 · cercle noir sur case noire f6 · cercle blanc sur case blanche g4 · cercle blanc sur case noire a3 · Pion noir sur case noire c3 · Pion blanc sur case blanche h3 · Pion blanc sur case noire b2 · cercle noir sur case noire d2 | cercle blanc sur case blanche d7 · Pion noir sur case noire e7 · cercle blanc sur case blanche f7 · cercle noir sur case noire d6 · Pion blanc sur case blanche e6 · cercle noir sur case noire f6 · cercle blanc sur case blanche g4 · cercle blanc sur case noire a3 · Pion noir sur case noire c3 · Pion blanc sur case blanche h3 · Pion blanc sur case noire b2 · cercle noir sur case noire d2 | cercle blanc sur case blanche d7 · Pion noir sur case noire e7 · cercle blanc sur case blanche f7 · cercle noir sur case noire d6 · Pion blanc sur case blanche e6 · cercle noir sur case noire f6 · cercle blanc sur case blanche g4 · cercle blanc sur case noire a3 · Pion noir sur case noire c3 · Pion blanc sur case blanche h3 · Pion blanc sur case noire b2 · cercle noir sur case noire d2 | cercle blanc sur case blanche d7 · Pion noir sur case noire e7 · cercle blanc sur case blanche f7 · cercle noir sur case noire d6 · Pion blanc sur case blanche e6 · cercle noir sur case noire f6 · cercle blanc sur case blanche g4 · cercle blanc sur case noire a3 · Pion noir sur case noire c3 · Pion blanc sur case blanche h3 · Pion blanc sur case noire b2 · cercle noir sur case noire d2 | cercle blanc sur case blanche d7 · Pion noir sur case noire e7 · cercle blanc sur case blanche f7 · cercle noir sur case noire d6 · Pion blanc sur case blanche e6 · cercle noir sur case noire f6 · cercle blanc sur case blanche g4 · cercle blanc sur case noire a3 · Pion noir sur case noire c3 · Pion blanc sur case blanche h3 · Pion blanc sur case noire b2 · cercle noir sur case noire d2 | cercle blanc sur case blanche d7 · Pion noir sur case noire e7 · cercle blanc sur case blanche f7 · cercle noir sur case noire d6 · Pion blanc sur case blanche e6 · cercle noir sur case noire f6 · cercle blanc sur case blanche g4 · cercle blanc sur case noire a3 · Pion noir sur case noire c3 · Pion blanc sur case blanche h3 · Pion blanc sur case noire b2 · cercle noir sur case noire d2 | cercle blanc sur case blanche d7 · Pion noir sur case noire e7 · cercle blanc sur case blanche f7 · cercle noir sur case noire d6 · Pion blanc sur case blanche e6 · cercle noir sur case noire f6 · cercle blanc sur case blanche g4 · cercle blanc sur case noire a3 · Pion noir sur case noire c3 · Pion blanc sur case blanche h3 · Pion blanc sur case noire b2 · cercle noir sur case noire d2 | 5 |
| 4 | cercle blanc sur case blanche d7 · Pion noir sur case noire e7 · cercle blanc sur case blanche f7 · cercle noir sur case noire d6 · Pion blanc sur case blanche e6 · cercle noir sur case noire f6 · cercle blanc sur case blanche g4 · cercle blanc sur case noire a3 · Pion noir sur case noire c3 · Pion blanc sur case blanche h3 · Pion blanc sur case noire b2 · cercle noir sur case noire d2 | cercle blanc sur case blanche d7 · Pion noir sur case noire e7 · cercle blanc sur case blanche f7 · cercle noir sur case noire d6 · Pion blanc sur case blanche e6 · cercle noir sur case noire f6 · cercle blanc sur case blanche g4 · cercle blanc sur case noire a3 · Pion noir sur case noire c3 · Pion blanc sur case blanche h3 · Pion blanc sur case noire b2 · cercle noir sur case noire d2 | cercle blanc sur case blanche d7 · Pion noir sur case noire e7 · cercle blanc sur case blanche f7 · cercle noir sur case noire d6 · Pion blanc sur case blanche e6 · cercle noir sur case noire f6 · cercle blanc sur case blanche g4 · cercle blanc sur case noire a3 · Pion noir sur case noire c3 · Pion blanc sur case blanche h3 · Pion blanc sur case noire b2 · cercle noir sur case noire d2 | cercle blanc sur case blanche d7 · Pion noir sur case noire e7 · cercle blanc sur case blanche f7 · cercle noir sur case noire d6 · Pion blanc sur case blanche e6 · cercle noir sur case noire f6 · cercle blanc sur case blanche g4 · cercle blanc sur case noire a3 · Pion noir sur case noire c3 · Pion blanc sur case blanche h3 · Pion blanc sur case noire b2 · cercle noir sur case noire d2 | cercle blanc sur case blanche d7 · Pion noir sur case noire e7 · cercle blanc sur case blanche f7 · cercle noir sur case noire d6 · Pion blanc sur case blanche e6 · cercle noir sur case noire f6 · cercle blanc sur case blanche g4 · cercle blanc sur case noire a3 · Pion noir sur case noire c3 · Pion blanc sur case blanche h3 · Pion blanc sur case noire b2 · cercle noir sur case noire d2 | cercle blanc sur case blanche d7 · Pion noir sur case noire e7 · cercle blanc sur case blanche f7 · cercle noir sur case noire d6 · Pion blanc sur case blanche e6 · cercle noir sur case noire f6 · cercle blanc sur case blanche g4 · cercle blanc sur case noire a3 · Pion noir sur case noire c3 · Pion blanc sur case blanche h3 · Pion blanc sur case noire b2 · cercle noir sur case noire d2 | cercle blanc sur case blanche d7 · Pion noir sur case noire e7 · cercle blanc sur case blanche f7 · cercle noir sur case noire d6 · Pion blanc sur case blanche e6 · cercle noir sur case noire f6 · cercle blanc sur case blanche g4 · cercle blanc sur case noire a3 · Pion noir sur case noire c3 · Pion blanc sur case blanche h3 · Pion blanc sur case noire b2 · cercle noir sur case noire d2 | cercle blanc sur case blanche d7 · Pion noir sur case noire e7 · cercle blanc sur case blanche f7 · cercle noir sur case noire d6 · Pion blanc sur case blanche e6 · cercle noir sur case noire f6 · cercle blanc sur case blanche g4 · cercle blanc sur case noire a3 · Pion noir sur case noire c3 · Pion blanc sur case blanche h3 · Pion blanc sur case noire b2 · cercle noir sur case noire d2 | 4 |
| 3 | cercle blanc sur case blanche d7 · Pion noir sur case noire e7 · cercle blanc sur case blanche f7 · cercle noir sur case noire d6 · Pion blanc sur case blanche e6 · cercle noir sur case noire f6 · cercle blanc sur case blanche g4 · cercle blanc sur case noire a3 · Pion noir sur case noire c3 · Pion blanc sur case blanche h3 · Pion blanc sur case noire b2 · cercle noir sur case noire d2 | cercle blanc sur case blanche d7 · Pion noir sur case noire e7 · cercle blanc sur case blanche f7 · cercle noir sur case noire d6 · Pion blanc sur case blanche e6 · cercle noir sur case noire f6 · cercle blanc sur case blanche g4 · cercle blanc sur case noire a3 · Pion noir sur case noire c3 · Pion blanc sur case blanche h3 · Pion blanc sur case noire b2 · cercle noir sur case noire d2 | cercle blanc sur case blanche d7 · Pion noir sur case noire e7 · cercle blanc sur case blanche f7 · cercle noir sur case noire d6 · Pion blanc sur case blanche e6 · cercle noir sur case noire f6 · cercle blanc sur case blanche g4 · cercle blanc sur case noire a3 · Pion noir sur case noire c3 · Pion blanc sur case blanche h3 · Pion blanc sur case noire b2 · cercle noir sur case noire d2 | cercle blanc sur case blanche d7 · Pion noir sur case noire e7 · cercle blanc sur case blanche f7 · cercle noir sur case noire d6 · Pion blanc sur case blanche e6 · cercle noir sur case noire f6 · cercle blanc sur case blanche g4 · cercle blanc sur case noire a3 · Pion noir sur case noire c3 · Pion blanc sur case blanche h3 · Pion blanc sur case noire b2 · cercle noir sur case noire d2 | cercle blanc sur case blanche d7 · Pion noir sur case noire e7 · cercle blanc sur case blanche f7 · cercle noir sur case noire d6 · Pion blanc sur case blanche e6 · cercle noir sur case noire f6 · cercle blanc sur case blanche g4 · cercle blanc sur case noire a3 · Pion noir sur case noire c3 · Pion blanc sur case blanche h3 · Pion blanc sur case noire b2 · cercle noir sur case noire d2 | cercle blanc sur case blanche d7 · Pion noir sur case noire e7 · cercle blanc sur case blanche f7 · cercle noir sur case noire d6 · Pion blanc sur case blanche e6 · cercle noir sur case noire f6 · cercle blanc sur case blanche g4 · cercle blanc sur case noire a3 · Pion noir sur case noire c3 · Pion blanc sur case blanche h3 · Pion blanc sur case noire b2 · cercle noir sur case noire d2 | cercle blanc sur case blanche d7 · Pion noir sur case noire e7 · cercle blanc sur case blanche f7 · cercle noir sur case noire d6 · Pion blanc sur case blanche e6 · cercle noir sur case noire f6 · cercle blanc sur case blanche g4 · cercle blanc sur case noire a3 · Pion noir sur case noire c3 · Pion blanc sur case blanche h3 · Pion blanc sur case noire b2 · cercle noir sur case noire d2 | cercle blanc sur case blanche d7 · Pion noir sur case noire e7 · cercle blanc sur case blanche f7 · cercle noir sur case noire d6 · Pion blanc sur case blanche e6 · cercle noir sur case noire f6 · cercle blanc sur case blanche g4 · cercle blanc sur case noire a3 · Pion noir sur case noire c3 · Pion blanc sur case blanche h3 · Pion blanc sur case noire b2 · cercle noir sur case noire d2 | 3 |
| 2 | cercle blanc sur case blanche d7 · Pion noir sur case noire e7 · cercle blanc sur case blanche f7 · cercle noir sur case noire d6 · Pion blanc sur case blanche e6 · cercle noir sur case noire f6 · cercle blanc sur case blanche g4 · cercle blanc sur case noire a3 · Pion noir sur case noire c3 · Pion blanc sur case blanche h3 · Pion blanc sur case noire b2 · cercle noir sur case noire d2 | cercle blanc sur case blanche d7 · Pion noir sur case noire e7 · cercle blanc sur case blanche f7 · cercle noir sur case noire d6 · Pion blanc sur case blanche e6 · cercle noir sur case noire f6 · cercle blanc sur case blanche g4 · cercle blanc sur case noire a3 · Pion noir sur case noire c3 · Pion blanc sur case blanche h3 · Pion blanc sur case noire b2 · cercle noir sur case noire d2 | cercle blanc sur case blanche d7 · Pion noir sur case noire e7 · cercle blanc sur case blanche f7 · cercle noir sur case noire d6 · Pion blanc sur case blanche e6 · cercle noir sur case noire f6 · cercle blanc sur case blanche g4 · cercle blanc sur case noire a3 · Pion noir sur case noire c3 · Pion blanc sur case blanche h3 · Pion blanc sur case noire b2 · cercle noir sur case noire d2 | cercle blanc sur case blanche d7 · Pion noir sur case noire e7 · cercle blanc sur case blanche f7 · cercle noir sur case noire d6 · Pion blanc sur case blanche e6 · cercle noir sur case noire f6 · cercle blanc sur case blanche g4 · cercle blanc sur case noire a3 · Pion noir sur case noire c3 · Pion blanc sur case blanche h3 · Pion blanc sur case noire b2 · cercle noir sur case noire d2 | cercle blanc sur case blanche d7 · Pion noir sur case noire e7 · cercle blanc sur case blanche f7 · cercle noir sur case noire d6 · Pion blanc sur case blanche e6 · cercle noir sur case noire f6 · cercle blanc sur case blanche g4 · cercle blanc sur case noire a3 · Pion noir sur case noire c3 · Pion blanc sur case blanche h3 · Pion blanc sur case noire b2 · cercle noir sur case noire d2 | cercle blanc sur case blanche d7 · Pion noir sur case noire e7 · cercle blanc sur case blanche f7 · cercle noir sur case noire d6 · Pion blanc sur case blanche e6 · cercle noir sur case noire f6 · cercle blanc sur case blanche g4 · cercle blanc sur case noire a3 · Pion noir sur case noire c3 · Pion blanc sur case blanche h3 · Pion blanc sur case noire b2 · cercle noir sur case noire d2 | cercle blanc sur case blanche d7 · Pion noir sur case noire e7 · cercle blanc sur case blanche f7 · cercle noir sur case noire d6 · Pion blanc sur case blanche e6 · cercle noir sur case noire f6 · cercle blanc sur case blanche g4 · cercle blanc sur case noire a3 · Pion noir sur case noire c3 · Pion blanc sur case blanche h3 · Pion blanc sur case noire b2 · cercle noir sur case noire d2 | cercle blanc sur case blanche d7 · Pion noir sur case noire e7 · cercle blanc sur case blanche f7 · cercle noir sur case noire d6 · Pion blanc sur case blanche e6 · cercle noir sur case noire f6 · cercle blanc sur case blanche g4 · cercle blanc sur case noire a3 · Pion noir sur case noire c3 · Pion blanc sur case blanche h3 · Pion blanc sur case noire b2 · cercle noir sur case noire d2 | 2 |
| 1 | cercle blanc sur case blanche d7 · Pion noir sur case noire e7 · cercle blanc sur case blanche f7 · cercle noir sur case noire d6 · Pion blanc sur case blanche e6 · cercle noir sur case noire f6 · cercle blanc sur case blanche g4 · cercle blanc sur case noire a3 · Pion noir sur case noire c3 · Pion blanc sur case blanche h3 · Pion blanc sur case noire b2 · cercle noir sur case noire d2 | cercle blanc sur case blanche d7 · Pion noir sur case noire e7 · cercle blanc sur case blanche f7 · cercle noir sur case noire d6 · Pion blanc sur case blanche e6 · cercle noir sur case noire f6 · cercle blanc sur case blanche g4 · cercle blanc sur case noire a3 · Pion noir sur case noire c3 · Pion blanc sur case blanche h3 · Pion blanc sur case noire b2 · cercle noir sur case noire d2 | cercle blanc sur case blanche d7 · Pion noir sur case noire e7 · cercle blanc sur case blanche f7 · cercle noir sur case noire d6 · Pion blanc sur case blanche e6 · cercle noir sur case noire f6 · cercle blanc sur case blanche g4 · cercle blanc sur case noire a3 · Pion noir sur case noire c3 · Pion blanc sur case blanche h3 · Pion blanc sur case noire b2 · cercle noir sur case noire d2 | cercle blanc sur case blanche d7 · Pion noir sur case noire e7 · cercle blanc sur case blanche f7 · cercle noir sur case noire d6 · Pion blanc sur case blanche e6 · cercle noir sur case noire f6 · cercle blanc sur case blanche g4 · cercle blanc sur case noire a3 · Pion noir sur case noire c3 · Pion blanc sur case blanche h3 · Pion blanc sur case noire b2 · cercle noir sur case noire d2 | cercle blanc sur case blanche d7 · Pion noir sur case noire e7 · cercle blanc sur case blanche f7 · cercle noir sur case noire d6 · Pion blanc sur case blanche e6 · cercle noir sur case noire f6 · cercle blanc sur case blanche g4 · cercle blanc sur case noire a3 · Pion noir sur case noire c3 · Pion blanc sur case blanche h3 · Pion blanc sur case noire b2 · cercle noir sur case noire d2 | cercle blanc sur case blanche d7 · Pion noir sur case noire e7 · cercle blanc sur case blanche f7 · cercle noir sur case noire d6 · Pion blanc sur case blanche e6 · cercle noir sur case noire f6 · cercle blanc sur case blanche g4 · cercle blanc sur case noire a3 · Pion noir sur case noire c3 · Pion blanc sur case blanche h3 · Pion blanc sur case noire b2 · cercle noir sur case noire d2 | cercle blanc sur case blanche d7 · Pion noir sur case noire e7 · cercle blanc sur case blanche f7 · cercle noir sur case noire d6 · Pion blanc sur case blanche e6 · cercle noir sur case noire f6 · cercle blanc sur case blanche g4 · cercle blanc sur case noire a3 · Pion noir sur case noire c3 · Pion blanc sur case blanche h3 · Pion blanc sur case noire b2 · cercle noir sur case noire d2 | cercle blanc sur case blanche d7 · Pion noir sur case noire e7 · cercle blanc sur case blanche f7 · cercle noir sur case noire d6 · Pion blanc sur case blanche e6 · cercle noir sur case noire f6 · cercle blanc sur case blanche g4 · cercle blanc sur case noire a3 · Pion noir sur case noire c3 · Pion blanc sur case blanche h3 · Pion blanc sur case noire b2 · cercle noir sur case noire d2 | 1 |
|   | a | b | c | d | e | f | g | h |   |

Le pion peut avancer d'une case en diagonale à la seule condition d'y capturer n'importe quelle pièce adverse qui s'y trouverait. La prise n'est pas obligatoire. Le pion ne peut pas prendre une pièce vers l'arrière ou vers le côté.
Dans le diagramme ci-contre, les points blancs indiquent les possibilités de prise des pions blancs, les points noirs celles des pions noirs. Les pions blanc b2 et noir c3 peuvent se prendre l'un l'autre. Par contre, les pions blanc e6 et noir e7 ne peuvent ni se prendre, ni avancer, ils se bloquent mutuellement, on parle alors de pions bloqués.

#### Prise en passant
La prise « en passant » est un coup par lequel un pion prend un autre pion adverse après que celui-ci a effectué son double pas depuis sa ligne de départ. Cette capture est facultative, mais doit être effectuée immédiatement après le double pas du pion adverse.
|   | a | b | c | d | e | f | g | h |   |
| 8 | Pion noir sur case blanche d7 · cercle noir sur case noire d6 · cercle noir sur case blanche d5 · Pion blanc sur case noire e5 | Pion noir sur case blanche d7 · cercle noir sur case noire d6 · cercle noir sur case blanche d5 · Pion blanc sur case noire e5 | Pion noir sur case blanche d7 · cercle noir sur case noire d6 · cercle noir sur case blanche d5 · Pion blanc sur case noire e5 | Pion noir sur case blanche d7 · cercle noir sur case noire d6 · cercle noir sur case blanche d5 · Pion blanc sur case noire e5 | Pion noir sur case blanche d7 · cercle noir sur case noire d6 · cercle noir sur case blanche d5 · Pion blanc sur case noire e5 | Pion noir sur case blanche d7 · cercle noir sur case noire d6 · cercle noir sur case blanche d5 · Pion blanc sur case noire e5 | Pion noir sur case blanche d7 · cercle noir sur case noire d6 · cercle noir sur case blanche d5 · Pion blanc sur case noire e5 | Pion noir sur case blanche d7 · cercle noir sur case noire d6 · cercle noir sur case blanche d5 · Pion blanc sur case noire e5 | 8 |
| 7 | Pion noir sur case blanche d7 · cercle noir sur case noire d6 · cercle noir sur case blanche d5 · Pion blanc sur case noire e5 | Pion noir sur case blanche d7 · cercle noir sur case noire d6 · cercle noir sur case blanche d5 · Pion blanc sur case noire e5 | Pion noir sur case blanche d7 · cercle noir sur case noire d6 · cercle noir sur case blanche d5 · Pion blanc sur case noire e5 | Pion noir sur case blanche d7 · cercle noir sur case noire d6 · cercle noir sur case blanche d5 · Pion blanc sur case noire e5 | Pion noir sur case blanche d7 · cercle noir sur case noire d6 · cercle noir sur case blanche d5 · Pion blanc sur case noire e5 | Pion noir sur case blanche d7 · cercle noir sur case noire d6 · cercle noir sur case blanche d5 · Pion blanc sur case noire e5 | Pion noir sur case blanche d7 · cercle noir sur case noire d6 · cercle noir sur case blanche d5 · Pion blanc sur case noire e5 | Pion noir sur case blanche d7 · cercle noir sur case noire d6 · cercle noir sur case blanche d5 · Pion blanc sur case noire e5 | 7 |
| 6 | Pion noir sur case blanche d7 · cercle noir sur case noire d6 · cercle noir sur case blanche d5 · Pion blanc sur case noire e5 | Pion noir sur case blanche d7 · cercle noir sur case noire d6 · cercle noir sur case blanche d5 · Pion blanc sur case noire e5 | Pion noir sur case blanche d7 · cercle noir sur case noire d6 · cercle noir sur case blanche d5 · Pion blanc sur case noire e5 | Pion noir sur case blanche d7 · cercle noir sur case noire d6 · cercle noir sur case blanche d5 · Pion blanc sur case noire e5 | Pion noir sur case blanche d7 · cercle noir sur case noire d6 · cercle noir sur case blanche d5 · Pion blanc sur case noire e5 | Pion noir sur case blanche d7 · cercle noir sur case noire d6 · cercle noir sur case blanche d5 · Pion blanc sur case noire e5 | Pion noir sur case blanche d7 · cercle noir sur case noire d6 · cercle noir sur case blanche d5 · Pion blanc sur case noire e5 | Pion noir sur case blanche d7 · cercle noir sur case noire d6 · cercle noir sur case blanche d5 · Pion blanc sur case noire e5 | 6 |
| 5 | Pion noir sur case blanche d7 · cercle noir sur case noire d6 · cercle noir sur case blanche d5 · Pion blanc sur case noire e5 | Pion noir sur case blanche d7 · cercle noir sur case noire d6 · cercle noir sur case blanche d5 · Pion blanc sur case noire e5 | Pion noir sur case blanche d7 · cercle noir sur case noire d6 · cercle noir sur case blanche d5 · Pion blanc sur case noire e5 | Pion noir sur case blanche d7 · cercle noir sur case noire d6 · cercle noir sur case blanche d5 · Pion blanc sur case noire e5 | Pion noir sur case blanche d7 · cercle noir sur case noire d6 · cercle noir sur case blanche d5 · Pion blanc sur case noire e5 | Pion noir sur case blanche d7 · cercle noir sur case noire d6 · cercle noir sur case blanche d5 · Pion blanc sur case noire e5 | Pion noir sur case blanche d7 · cercle noir sur case noire d6 · cercle noir sur case blanche d5 · Pion blanc sur case noire e5 | Pion noir sur case blanche d7 · cercle noir sur case noire d6 · cercle noir sur case blanche d5 · Pion blanc sur case noire e5 | 5 |
| 4 | Pion noir sur case blanche d7 · cercle noir sur case noire d6 · cercle noir sur case blanche d5 · Pion blanc sur case noire e5 | Pion noir sur case blanche d7 · cercle noir sur case noire d6 · cercle noir sur case blanche d5 · Pion blanc sur case noire e5 | Pion noir sur case blanche d7 · cercle noir sur case noire d6 · cercle noir sur case blanche d5 · Pion blanc sur case noire e5 | Pion noir sur case blanche d7 · cercle noir sur case noire d6 · cercle noir sur case blanche d5 · Pion blanc sur case noire e5 | Pion noir sur case blanche d7 · cercle noir sur case noire d6 · cercle noir sur case blanche d5 · Pion blanc sur case noire e5 | Pion noir sur case blanche d7 · cercle noir sur case noire d6 · cercle noir sur case blanche d5 · Pion blanc sur case noire e5 | Pion noir sur case blanche d7 · cercle noir sur case noire d6 · cercle noir sur case blanche d5 · Pion blanc sur case noire e5 | Pion noir sur case blanche d7 · cercle noir sur case noire d6 · cercle noir sur case blanche d5 · Pion blanc sur case noire e5 | 4 |
| 3 | Pion noir sur case blanche d7 · cercle noir sur case noire d6 · cercle noir sur case blanche d5 · Pion blanc sur case noire e5 | Pion noir sur case blanche d7 · cercle noir sur case noire d6 · cercle noir sur case blanche d5 · Pion blanc sur case noire e5 | Pion noir sur case blanche d7 · cercle noir sur case noire d6 · cercle noir sur case blanche d5 · Pion blanc sur case noire e5 | Pion noir sur case blanche d7 · cercle noir sur case noire d6 · cercle noir sur case blanche d5 · Pion blanc sur case noire e5 | Pion noir sur case blanche d7 · cercle noir sur case noire d6 · cercle noir sur case blanche d5 · Pion blanc sur case noire e5 | Pion noir sur case blanche d7 · cercle noir sur case noire d6 · cercle noir sur case blanche d5 · Pion blanc sur case noire e5 | Pion noir sur case blanche d7 · cercle noir sur case noire d6 · cercle noir sur case blanche d5 · Pion blanc sur case noire e5 | Pion noir sur case blanche d7 · cercle noir sur case noire d6 · cercle noir sur case blanche d5 · Pion blanc sur case noire e5 | 3 |
| 2 | Pion noir sur case blanche d7 · cercle noir sur case noire d6 · cercle noir sur case blanche d5 · Pion blanc sur case noire e5 | Pion noir sur case blanche d7 · cercle noir sur case noire d6 · cercle noir sur case blanche d5 · Pion blanc sur case noire e5 | Pion noir sur case blanche d7 · cercle noir sur case noire d6 · cercle noir sur case blanche d5 · Pion blanc sur case noire e5 | Pion noir sur case blanche d7 · cercle noir sur case noire d6 · cercle noir sur case blanche d5 · Pion blanc sur case noire e5 | Pion noir sur case blanche d7 · cercle noir sur case noire d6 · cercle noir sur case blanche d5 · Pion blanc sur case noire e5 | Pion noir sur case blanche d7 · cercle noir sur case noire d6 · cercle noir sur case blanche d5 · Pion blanc sur case noire e5 | Pion noir sur case blanche d7 · cercle noir sur case noire d6 · cercle noir sur case blanche d5 · Pion blanc sur case noire e5 | Pion noir sur case blanche d7 · cercle noir sur case noire d6 · cercle noir sur case blanche d5 · Pion blanc sur case noire e5 | 2 |
| 1 | Pion noir sur case blanche d7 · cercle noir sur case noire d6 · cercle noir sur case blanche d5 · Pion blanc sur case noire e5 | Pion noir sur case blanche d7 · cercle noir sur case noire d6 · cercle noir sur case blanche d5 · Pion blanc sur case noire e5 | Pion noir sur case blanche d7 · cercle noir sur case noire d6 · cercle noir sur case blanche d5 · Pion blanc sur case noire e5 | Pion noir sur case blanche d7 · cercle noir sur case noire d6 · cercle noir sur case blanche d5 · Pion blanc sur case noire e5 | Pion noir sur case blanche d7 · cercle noir sur case noire d6 · cercle noir sur case blanche d5 · Pion blanc sur case noire e5 | Pion noir sur case blanche d7 · cercle noir sur case noire d6 · cercle noir sur case blanche d5 · Pion blanc sur case noire e5 | Pion noir sur case blanche d7 · cercle noir sur case noire d6 · cercle noir sur case blanche d5 · Pion blanc sur case noire e5 | Pion noir sur case blanche d7 · cercle noir sur case noire d6 · cercle noir sur case blanche d5 · Pion blanc sur case noire e5 | 1 |
|   | a | b | c | d | e | f | g | h |   |

|   | a                                                                                            | b                                                                                            | c                                                                                            | d                                                                                            | e                                                                                            | f                                                                                            | g                                                                                            | h                                                                                            |   |
| 8 | croix noire sur case noire d6 · Pion noir sur case blanche d5 · Pion blanc sur case noire e5 | croix noire sur case noire d6 · Pion noir sur case blanche d5 · Pion blanc sur case noire e5 | croix noire sur case noire d6 · Pion noir sur case blanche d5 · Pion blanc sur case noire e5 | croix noire sur case noire d6 · Pion noir sur case blanche d5 · Pion blanc sur case noire e5 | croix noire sur case noire d6 · Pion noir sur case blanche d5 · Pion blanc sur case noire e5 | croix noire sur case noire d6 · Pion noir sur case blanche d5 · Pion blanc sur case noire e5 | croix noire sur case noire d6 · Pion noir sur case blanche d5 · Pion blanc sur case noire e5 | croix noire sur case noire d6 · Pion noir sur case blanche d5 · Pion blanc sur case noire e5 | 8 |
| 7 | croix noire sur case noire d6 · Pion noir sur case blanche d5 · Pion blanc sur case noire e5 | croix noire sur case noire d6 · Pion noir sur case blanche d5 · Pion blanc sur case noire e5 | croix noire sur case noire d6 · Pion noir sur case blanche d5 · Pion blanc sur case noire e5 | croix noire sur case noire d6 · Pion noir sur case blanche d5 · Pion blanc sur case noire e5 | croix noire sur case noire d6 · Pion noir sur case blanche d5 · Pion blanc sur case noire e5 | croix noire sur case noire d6 · Pion noir sur case blanche d5 · Pion blanc sur case noire e5 | croix noire sur case noire d6 · Pion noir sur case blanche d5 · Pion blanc sur case noire e5 | croix noire sur case noire d6 · Pion noir sur case blanche d5 · Pion blanc sur case noire e5 | 7 |
| 6 | croix noire sur case noire d6 · Pion noir sur case blanche d5 · Pion blanc sur case noire e5 | croix noire sur case noire d6 · Pion noir sur case blanche d5 · Pion blanc sur case noire e5 | croix noire sur case noire d6 · Pion noir sur case blanche d5 · Pion blanc sur case noire e5 | croix noire sur case noire d6 · Pion noir sur case blanche d5 · Pion blanc sur case noire e5 | croix noire sur case noire d6 · Pion noir sur case blanche d5 · Pion blanc sur case noire e5 | croix noire sur case noire d6 · Pion noir sur case blanche d5 · Pion blanc sur case noire e5 | croix noire sur case noire d6 · Pion noir sur case blanche d5 · Pion blanc sur case noire e5 | croix noire sur case noire d6 · Pion noir sur case blanche d5 · Pion blanc sur case noire e5 | 6 |
| 5 | croix noire sur case noire d6 · Pion noir sur case blanche d5 · Pion blanc sur case noire e5 | croix noire sur case noire d6 · Pion noir sur case blanche d5 · Pion blanc sur case noire e5 | croix noire sur case noire d6 · Pion noir sur case blanche d5 · Pion blanc sur case noire e5 | croix noire sur case noire d6 · Pion noir sur case blanche d5 · Pion blanc sur case noire e5 | croix noire sur case noire d6 · Pion noir sur case blanche d5 · Pion blanc sur case noire e5 | croix noire sur case noire d6 · Pion noir sur case blanche d5 · Pion blanc sur case noire e5 | croix noire sur case noire d6 · Pion noir sur case blanche d5 · Pion blanc sur case noire e5 | croix noire sur case noire d6 · Pion noir sur case blanche d5 · Pion blanc sur case noire e5 | 5 |
| 4 | croix noire sur case noire d6 · Pion noir sur case blanche d5 · Pion blanc sur case noire e5 | croix noire sur case noire d6 · Pion noir sur case blanche d5 · Pion blanc sur case noire e5 | croix noire sur case noire d6 · Pion noir sur case blanche d5 · Pion blanc sur case noire e5 | croix noire sur case noire d6 · Pion noir sur case blanche d5 · Pion blanc sur case noire e5 | croix noire sur case noire d6 · Pion noir sur case blanche d5 · Pion blanc sur case noire e5 | croix noire sur case noire d6 · Pion noir sur case blanche d5 · Pion blanc sur case noire e5 | croix noire sur case noire d6 · Pion noir sur case blanche d5 · Pion blanc sur case noire e5 | croix noire sur case noire d6 · Pion noir sur case blanche d5 · Pion blanc sur case noire e5 | 4 |
| 3 | croix noire sur case noire d6 · Pion noir sur case blanche d5 · Pion blanc sur case noire e5 | croix noire sur case noire d6 · Pion noir sur case blanche d5 · Pion blanc sur case noire e5 | croix noire sur case noire d6 · Pion noir sur case blanche d5 · Pion blanc sur case noire e5 | croix noire sur case noire d6 · Pion noir sur case blanche d5 · Pion blanc sur case noire e5 | croix noire sur case noire d6 · Pion noir sur case blanche d5 · Pion blanc sur case noire e5 | croix noire sur case noire d6 · Pion noir sur case blanche d5 · Pion blanc sur case noire e5 | croix noire sur case noire d6 · Pion noir sur case blanche d5 · Pion blanc sur case noire e5 | croix noire sur case noire d6 · Pion noir sur case blanche d5 · Pion blanc sur case noire e5 | 3 |
| 2 | croix noire sur case noire d6 · Pion noir sur case blanche d5 · Pion blanc sur case noire e5 | croix noire sur case noire d6 · Pion noir sur case blanche d5 · Pion blanc sur case noire e5 | croix noire sur case noire d6 · Pion noir sur case blanche d5 · Pion blanc sur case noire e5 | croix noire sur case noire d6 · Pion noir sur case blanche d5 · Pion blanc sur case noire e5 | croix noire sur case noire d6 · Pion noir sur case blanche d5 · Pion blanc sur case noire e5 | croix noire sur case noire d6 · Pion noir sur case blanche d5 · Pion blanc sur case noire e5 | croix noire sur case noire d6 · Pion noir sur case blanche d5 · Pion blanc sur case noire e5 | croix noire sur case noire d6 · Pion noir sur case blanche d5 · Pion blanc sur case noire e5 | 2 |
| 1 | croix noire sur case noire d6 · Pion noir sur case blanche d5 · Pion blanc sur case noire e5 | croix noire sur case noire d6 · Pion noir sur case blanche d5 · Pion blanc sur case noire e5 | croix noire sur case noire d6 · Pion noir sur case blanche d5 · Pion blanc sur case noire e5 | croix noire sur case noire d6 · Pion noir sur case blanche d5 · Pion blanc sur case noire e5 | croix noire sur case noire d6 · Pion noir sur case blanche d5 · Pion blanc sur case noire e5 | croix noire sur case noire d6 · Pion noir sur case blanche d5 · Pion blanc sur case noire e5 | croix noire sur case noire d6 · Pion noir sur case blanche d5 · Pion blanc sur case noire e5 | croix noire sur case noire d6 · Pion noir sur case blanche d5 · Pion blanc sur case noire e5 | 1 |
|   | a                                                                                            | b                                                                                            | c                                                                                            | d                                                                                            | e                                                                                            | f                                                                                            | g                                                                                            | h                                                                                            |   |

|   | a                            | b                            | c                            | d                            | e                            | f                            | g                            | h                            |   |
| 8 | Pion blanc sur case noire d6 | Pion blanc sur case noire d6 | Pion blanc sur case noire d6 | Pion blanc sur case noire d6 | Pion blanc sur case noire d6 | Pion blanc sur case noire d6 | Pion blanc sur case noire d6 | Pion blanc sur case noire d6 | 8 |
| 7 | Pion blanc sur case noire d6 | Pion blanc sur case noire d6 | Pion blanc sur case noire d6 | Pion blanc sur case noire d6 | Pion blanc sur case noire d6 | Pion blanc sur case noire d6 | Pion blanc sur case noire d6 | Pion blanc sur case noire d6 | 7 |
| 6 | Pion blanc sur case noire d6 | Pion blanc sur case noire d6 | Pion blanc sur case noire d6 | Pion blanc sur case noire d6 | Pion blanc sur case noire d6 | Pion blanc sur case noire d6 | Pion blanc sur case noire d6 | Pion blanc sur case noire d6 | 6 |
| 5 | Pion blanc sur case noire d6 | Pion blanc sur case noire d6 | Pion blanc sur case noire d6 | Pion blanc sur case noire d6 | Pion blanc sur case noire d6 | Pion blanc sur case noire d6 | Pion blanc sur case noire d6 | Pion blanc sur case noire d6 | 5 |
| 4 | Pion blanc sur case noire d6 | Pion blanc sur case noire d6 | Pion blanc sur case noire d6 | Pion blanc sur case noire d6 | Pion blanc sur case noire d6 | Pion blanc sur case noire d6 | Pion blanc sur case noire d6 | Pion blanc sur case noire d6 | 4 |
| 3 | Pion blanc sur case noire d6 | Pion blanc sur case noire d6 | Pion blanc sur case noire d6 | Pion blanc sur case noire d6 | Pion blanc sur case noire d6 | Pion blanc sur case noire d6 | Pion blanc sur case noire d6 | Pion blanc sur case noire d6 | 3 |
| 2 | Pion blanc sur case noire d6 | Pion blanc sur case noire d6 | Pion blanc sur case noire d6 | Pion blanc sur case noire d6 | Pion blanc sur case noire d6 | Pion blanc sur case noire d6 | Pion blanc sur case noire d6 | Pion blanc sur case noire d6 | 2 |
| 1 | Pion blanc sur case noire d6 | Pion blanc sur case noire d6 | Pion blanc sur case noire d6 | Pion blanc sur case noire d6 | Pion blanc sur case noire d6 | Pion blanc sur case noire d6 | Pion blanc sur case noire d6 | Pion blanc sur case noire d6 | 1 |
|   | a                            | b                            | c                            | d                            | e                            | f                            | g                            | h                            |   |

### Promotion du pion

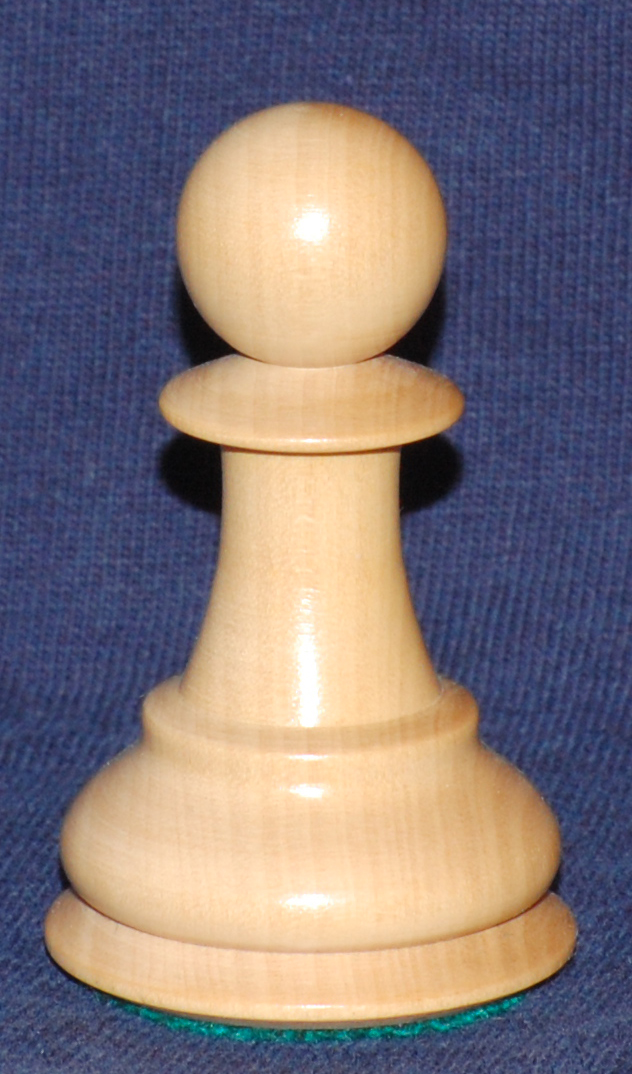
Un pion du jeu de pièces Staunton.

Un pion qui atteint la dernière rangée va à dame. À son arrivée sur une case de la huitième rangée (pion blanc) ou de la première rangée (pion noir), le pion est promu et est remplacé par n’importe quelle pièce de sa couleur, au choix du joueur actif. Il n'est pas obligatoire de choisir une pièce déjà prise : il est ainsi possible d'avoir plusieurs dames ou tours sur l'échiquier.
La pièce choisie est généralement une dame, mais il est tout à fait possible de promouvoir le pion en une pièce plus faible comme la tour, le fou ou le cavalier. Ces promotions sont appelées des sous-promotions. Elles peuvent se justifier dans certaines positions, par exemple pour éviter le pat du roi adverse. La sous-promotion est un sujet courant d’études ou de problèmes d'échecs.
La promotion du pion est un objectif stratégique essentiel de nombreuses fins de parties, par exemple la finale Roi et pion contre roi seul.

## Structures de pion

### Les pions pendants
Autres notions :
- Majorité de pions ;
- Structure de restriction sur cases blanches.